# Arcosauromorfs
Els arcosauromorfs (Archosauromorpha) constitueixen una infraclasse de rèptils diàpsids que aparegueren durant el Lopingià i van esdevenir més comuns durant el Triàsic.

## Taxonomia

### Classificació
- Subclasse Diapsida
  - Infraclasse ARCHOSAUROMORPHA
    - Família Euparkeriidae
    - Família Erythrosuchidae
    - Família Proterochampsidae
    - Família Proterosuchidae
    - Ordre Choristodera
    - Ordre Prolacertiformes
    - Ordre Rhynchosauria
    - Ordre Trilophosauria
    - Divisió Archosauria
      - Subdivisió Crurotarsi
        - Ordre Aetosauria
        - Ordre Phytosauria
        - Ordre Rauisuchia
        - Superordre Crocodylomorpha
          - Ordre Crocodilia

      - Subdivisió Avemetatarsalia
        - Ordre Pterosauria
        - Superordre Dinosauria
          - Ordre Ornithischia
          - Ordre Saurischia

### Filogènia
|  | Rhynchosauria                                                    |
|  |                                                                  |
|  | \| \| ?Teraterpeton \| \| \| \| \| \| Trilophosauria \| \| \| \| |
|  |                                                                  |
|  | ?Teraterpeton                                                    |
|  |                                                                  |
|  | Trilophosauria                                                   |
|  |                                                                  |

|  | ?Teraterpeton  |
|  |                |
|  | Trilophosauria |
|  |                |

|             | Yonghesuchus |
|             | |
| Archosauria | \| \| Crurotarsi (crocodils i parents) \| \| \| \| \| \| Avemetatarsalia (dinosaures, pterosaures, ocells i parents) \| \| \| \| |
|             | \| \| Crurotarsi (crocodils i parents) \| \| \| \| \| \| Avemetatarsalia (dinosaures, pterosaures, ocells i parents) \| \| \| \| |
|             | Crurotarsi (crocodils i parents)                                                                                                 |
|             | |
|             | Avemetatarsalia (dinosaures, pterosaures, ocells i parents)                                                                      |
|             | |

|  | Crurotarsi (crocodils i parents)                            |
|  |                                                             |
|  | Avemetatarsalia (dinosaures, pterosaures, ocells i parents) |
|  |                                                             |

|             | Yonghesuchus |
|             | |
| Archosauria | \| \| Crurotarsi (crocodils i parents) \| \| \| \| \| \| Avemetatarsalia (dinosaures, pterosaures, ocells i parents) \| \| \| \| |
|             | \| \| Crurotarsi (crocodils i parents) \| \| \| \| \| \| Avemetatarsalia (dinosaures, pterosaures, ocells i parents) \| \| \| \| |
|             | Crurotarsi (crocodils i parents)                                                                                                 |
|             | |
|             | Avemetatarsalia (dinosaures, pterosaures, ocells i parents)                                                                      |
|             | |

|  | Crurotarsi (crocodils i parents)                            |
|  |                                                             |
|  | Avemetatarsalia (dinosaures, pterosaures, ocells i parents) |
|  |                                                             |

|             | Yonghesuchus |
|             | |
| Archosauria | \| \| Crurotarsi (crocodils i parents) \| \| \| \| \| \| Avemetatarsalia (dinosaures, pterosaures, ocells i parents) \| \| \| \| |
|             | \| \| Crurotarsi (crocodils i parents) \| \| \| \| \| \| Avemetatarsalia (dinosaures, pterosaures, ocells i parents) \| \| \| \| |
|             | Crurotarsi (crocodils i parents)                                                                                                 |
|             | |
|             | Avemetatarsalia (dinosaures, pterosaures, ocells i parents)                                                                      |
|             | |

|  | Crurotarsi (crocodils i parents)                            |
|  |                                                             |
|  | Avemetatarsalia (dinosaures, pterosaures, ocells i parents) |
|  |                                                             |

|             | Yonghesuchus |
|             | |
| Archosauria | \| \| Crurotarsi (crocodils i parents) \| \| \| \| \| \| Avemetatarsalia (dinosaures, pterosaures, ocells i parents) \| \| \| \| |
|             | \| \| Crurotarsi (crocodils i parents) \| \| \| \| \| \| Avemetatarsalia (dinosaures, pterosaures, ocells i parents) \| \| \| \| |
|             | Crurotarsi (crocodils i parents)                                                                                                 |
|             | |
|             | Avemetatarsalia (dinosaures, pterosaures, ocells i parents)                                                                      |
|             | |

|  | Crurotarsi (crocodils i parents)                            |
|  |                                                             |
|  | Avemetatarsalia (dinosaures, pterosaures, ocells i parents) |
|  |                                                             |

|             | Yonghesuchus |
|             | |
| Archosauria | \| \| Crurotarsi (crocodils i parents) \| \| \| \| \| \| Avemetatarsalia (dinosaures, pterosaures, ocells i parents) \| \| \| \| |
|             | \| \| Crurotarsi (crocodils i parents) \| \| \| \| \| \| Avemetatarsalia (dinosaures, pterosaures, ocells i parents) \| \| \| \| |
|             | Crurotarsi (crocodils i parents)                                                                                                 |
|             | |
|             | Avemetatarsalia (dinosaures, pterosaures, ocells i parents)                                                                      |
|             | |

|  | Crurotarsi (crocodils i parents)                            |
|  |                                                             |
|  | Avemetatarsalia (dinosaures, pterosaures, ocells i parents) |
|  |                                                             |

|             | Yonghesuchus |
|             | |
| Archosauria | \| \| Crurotarsi (crocodils i parents) \| \| \| \| \| \| Avemetatarsalia (dinosaures, pterosaures, ocells i parents) \| \| \| \| |
|             | \| \| Crurotarsi (crocodils i parents) \| \| \| \| \| \| Avemetatarsalia (dinosaures, pterosaures, ocells i parents) \| \| \| \| |
|             | Crurotarsi (crocodils i parents)                                                                                                 |
|             | |
|             | Avemetatarsalia (dinosaures, pterosaures, ocells i parents)                                                                      |
|             | |

|  | Crurotarsi (crocodils i parents)                            |
|  |                                                             |
|  | Avemetatarsalia (dinosaures, pterosaures, ocells i parents) |
|  |                                                             |

|             | Yonghesuchus |
|             | |
| Archosauria | \| \| Crurotarsi (crocodils i parents) \| \| \| \| \| \| Avemetatarsalia (dinosaures, pterosaures, ocells i parents) \| \| \| \| |
|             | \| \| Crurotarsi (crocodils i parents) \| \| \| \| \| \| Avemetatarsalia (dinosaures, pterosaures, ocells i parents) \| \| \| \| |
|             | Crurotarsi (crocodils i parents)                                                                                                 |
|             | |
|             | Avemetatarsalia (dinosaures, pterosaures, ocells i parents)                                                                      |
|             | |

|  | Crurotarsi (crocodils i parents)                            |
|  |                                                             |
|  | Avemetatarsalia (dinosaures, pterosaures, ocells i parents) |
|  |                                                             |

|             | Yonghesuchus |
|             | |
| Archosauria | \| \| Crurotarsi (crocodils i parents) \| \| \| \| \| \| Avemetatarsalia (dinosaures, pterosaures, ocells i parents) \| \| \| \| |
|             | \| \| Crurotarsi (crocodils i parents) \| \| \| \| \| \| Avemetatarsalia (dinosaures, pterosaures, ocells i parents) \| \| \| \| |
|             | Crurotarsi (crocodils i parents)                                                                                                 |
|             | |
|             | Avemetatarsalia (dinosaures, pterosaures, ocells i parents)                                                                      |
|             | |

|  | Crurotarsi (crocodils i parents)                            |
|  |                                                             |
|  | Avemetatarsalia (dinosaures, pterosaures, ocells i parents) |
|  |                                                             |

|             | Yonghesuchus |
|             | |
| Archosauria | \| \| Crurotarsi (crocodils i parents) \| \| \| \| \| \| Avemetatarsalia (dinosaures, pterosaures, ocells i parents) \| \| \| \| |
|             | \| \| Crurotarsi (crocodils i parents) \| \| \| \| \| \| Avemetatarsalia (dinosaures, pterosaures, ocells i parents) \| \| \| \| |
|             | Crurotarsi (crocodils i parents)                                                                                                 |
|             | |
|             | Avemetatarsalia (dinosaures, pterosaures, ocells i parents)                                                                      |
|             | |

|  | Crurotarsi (crocodils i parents)                            |
|  |                                                             |
|  | Avemetatarsalia (dinosaures, pterosaures, ocells i parents) |
|  |                                                             |

|             | Yonghesuchus |
|             | |
| Archosauria | \| \| Crurotarsi (crocodils i parents) \| \| \| \| \| \| Avemetatarsalia (dinosaures, pterosaures, ocells i parents) \| \| \| \| |
|             | \| \| Crurotarsi (crocodils i parents) \| \| \| \| \| \| Avemetatarsalia (dinosaures, pterosaures, ocells i parents) \| \| \| \| |
|             | Crurotarsi (crocodils i parents)                                                                                                 |
|             | |
|             | Avemetatarsalia (dinosaures, pterosaures, ocells i parents)                                                                      |
|             | |

|  | Crurotarsi (crocodils i parents)                            |
|  |                                                             |
|  | Avemetatarsalia (dinosaures, pterosaures, ocells i parents) |
|  |                                                             |

|             | Yonghesuchus |
|             | |
| Archosauria | \| \| Crurotarsi (crocodils i parents) \| \| \| \| \| \| Avemetatarsalia (dinosaures, pterosaures, ocells i parents) \| \| \| \| |
|             | \| \| Crurotarsi (crocodils i parents) \| \| \| \| \| \| Avemetatarsalia (dinosaures, pterosaures, ocells i parents) \| \| \| \| |
|             | Crurotarsi (crocodils i parents)                                                                                                 |
|             | |
|             | Avemetatarsalia (dinosaures, pterosaures, ocells i parents)                                                                      |
|             | |

|  | Crurotarsi (crocodils i parents)                            |
|  |                                                             |
|  | Avemetatarsalia (dinosaures, pterosaures, ocells i parents) |
|  |                                                             |

|             | Yonghesuchus |
|             | |
| Archosauria | \| \| Crurotarsi (crocodils i parents) \| \| \| \| \| \| Avemetatarsalia (dinosaures, pterosaures, ocells i parents) \| \| \| \| |
|             | \| \| Crurotarsi (crocodils i parents) \| \| \| \| \| \| Avemetatarsalia (dinosaures, pterosaures, ocells i parents) \| \| \| \| |
|             | Crurotarsi (crocodils i parents)                                                                                                 |
|             | |
|             | Avemetatarsalia (dinosaures, pterosaures, ocells i parents)                                                                      |
|             | |

|  | Crurotarsi (crocodils i parents)                            |
|  |                                                             |
|  | Avemetatarsalia (dinosaures, pterosaures, ocells i parents) |
|  |                                                             |

|             | Yonghesuchus |
|             | |
| Archosauria | \| \| Crurotarsi (crocodils i parents) \| \| \| \| \| \| Avemetatarsalia (dinosaures, pterosaures, ocells i parents) \| \| \| \| |
|             | \| \| Crurotarsi (crocodils i parents) \| \| \| \| \| \| Avemetatarsalia (dinosaures, pterosaures, ocells i parents) \| \| \| \| |
|             | Crurotarsi (crocodils i parents)                                                                                                 |
|             | |
|             | Avemetatarsalia (dinosaures, pterosaures, ocells i parents)                                                                      |
|             | |

|  | Crurotarsi (crocodils i parents)                            |
|  |                                                             |
|  | Avemetatarsalia (dinosaures, pterosaures, ocells i parents) |
|  |                                                             |

|             | Yonghesuchus |
|             | |
| Archosauria | \| \| Crurotarsi (crocodils i parents) \| \| \| \| \| \| Avemetatarsalia (dinosaures, pterosaures, ocells i parents) \| \| \| \| |
|             | \| \| Crurotarsi (crocodils i parents) \| \| \| \| \| \| Avemetatarsalia (dinosaures, pterosaures, ocells i parents) \| \| \| \| |
|             | Crurotarsi (crocodils i parents)                                                                                                 |
|             | |
|             | Avemetatarsalia (dinosaures, pterosaures, ocells i parents)                                                                      |
|             | |

|  | Crurotarsi (crocodils i parents)                            |
|  |                                                             |
|  | Avemetatarsalia (dinosaures, pterosaures, ocells i parents) |
|  |                                                             |

|             | Yonghesuchus |
|             | |
| Archosauria | \| \| Crurotarsi (crocodils i parents) \| \| \| \| \| \| Avemetatarsalia (dinosaures, pterosaures, ocells i parents) \| \| \| \| |
|             | \| \| Crurotarsi (crocodils i parents) \| \| \| \| \| \| Avemetatarsalia (dinosaures, pterosaures, ocells i parents) \| \| \| \| |
|             | Crurotarsi (crocodils i parents)                                                                                                 |
|             | |
|             | Avemetatarsalia (dinosaures, pterosaures, ocells i parents)                                                                      |
|             | |

|  | Crurotarsi (crocodils i parents)                            |
|  |                                                             |
|  | Avemetatarsalia (dinosaures, pterosaures, ocells i parents) |
|  |                                                             |

|             | Yonghesuchus |
|             | |
| Archosauria | \| \| Crurotarsi (crocodils i parents) \| \| \| \| \| \| Avemetatarsalia (dinosaures, pterosaures, ocells i parents) \| \| \| \| |
|             | \| \| Crurotarsi (crocodils i parents) \| \| \| \| \| \| Avemetatarsalia (dinosaures, pterosaures, ocells i parents) \| \| \| \| |
|             | Crurotarsi (crocodils i parents)                                                                                                 |
|             | |
|             | Avemetatarsalia (dinosaures, pterosaures, ocells i parents)                                                                      |
|             | |

|  | Crurotarsi (crocodils i parents)                            |
|  |                                                             |
|  | Avemetatarsalia (dinosaures, pterosaures, ocells i parents) |
|  |                                                             |

|             | Yonghesuchus |
|             | |
| Archosauria | \| \| Crurotarsi (crocodils i parents) \| \| \| \| \| \| Avemetatarsalia (dinosaures, pterosaures, ocells i parents) \| \| \| \| |
|             | \| \| Crurotarsi (crocodils i parents) \| \| \| \| \| \| Avemetatarsalia (dinosaures, pterosaures, ocells i parents) \| \| \| \| |
|             | Crurotarsi (crocodils i parents)                                                                                                 |
|             | |
|             | Avemetatarsalia (dinosaures, pterosaures, ocells i parents)                                                                      |
|             | |

|  | Crurotarsi (crocodils i parents)                            |
|  |                                                             |
|  | Avemetatarsalia (dinosaures, pterosaures, ocells i parents) |
|  |                                                             |

|             | Yonghesuchus |
|             | |
| Archosauria | \| \| Crurotarsi (crocodils i parents) \| \| \| \| \| \| Avemetatarsalia (dinosaures, pterosaures, ocells i parents) \| \| \| \| |
|             | \| \| Crurotarsi (crocodils i parents) \| \| \| \| \| \| Avemetatarsalia (dinosaures, pterosaures, ocells i parents) \| \| \| \| |
|             | Crurotarsi (crocodils i parents)                                                                                                 |
|             | |
|             | Avemetatarsalia (dinosaures, pterosaures, ocells i parents)                                                                      |
|             | |

|  | Crurotarsi (crocodils i parents)                            |
|  |                                                             |
|  | Avemetatarsalia (dinosaures, pterosaures, ocells i parents) |
|  |                                                             |

|             | Yonghesuchus |
|             | |
| Archosauria | \| \| Crurotarsi (crocodils i parents) \| \| \| \| \| \| Avemetatarsalia (dinosaures, pterosaures, ocells i parents) \| \| \| \| |
|             | \| \| Crurotarsi (crocodils i parents) \| \| \| \| \| \| Avemetatarsalia (dinosaures, pterosaures, ocells i parents) \| \| \| \| |
|             | Crurotarsi (crocodils i parents)                                                                                                 |
|             | |
|             | Avemetatarsalia (dinosaures, pterosaures, ocells i parents)                                                                      |
|             | |

|  | Crurotarsi (crocodils i parents)                            |
|  |                                                             |
|  | Avemetatarsalia (dinosaures, pterosaures, ocells i parents) |
|  |                                                             |

|             | Yonghesuchus |
|             | |
| Archosauria | \| \| Crurotarsi (crocodils i parents) \| \| \| \| \| \| Avemetatarsalia (dinosaures, pterosaures, ocells i parents) \| \| \| \| |
|             | \| \| Crurotarsi (crocodils i parents) \| \| \| \| \| \| Avemetatarsalia (dinosaures, pterosaures, ocells i parents) \| \| \| \| |
|             | Crurotarsi (crocodils i parents)                                                                                                 |
|             | |
|             | Avemetatarsalia (dinosaures, pterosaures, ocells i parents)                                                                      |
|             | |

|  | Crurotarsi (crocodils i parents)                            |
|  |                                                             |
|  | Avemetatarsalia (dinosaures, pterosaures, ocells i parents) |
|  |                                                             |

|             | Yonghesuchus |
|             | |
| Archosauria | \| \| Crurotarsi (crocodils i parents) \| \| \| \| \| \| Avemetatarsalia (dinosaures, pterosaures, ocells i parents) \| \| \| \| |
|             | \| \| Crurotarsi (crocodils i parents) \| \| \| \| \| \| Avemetatarsalia (dinosaures, pterosaures, ocells i parents) \| \| \| \| |
|             | Crurotarsi (crocodils i parents)                                                                                                 |
|             | |
|             | Avemetatarsalia (dinosaures, pterosaures, ocells i parents)                                                                      |
|             | |

|  | Crurotarsi (crocodils i parents)                            |
|  |                                                             |
|  | Avemetatarsalia (dinosaures, pterosaures, ocells i parents) |
|  |                                                             |

|             | Yonghesuchus |
|             | |
| Archosauria | \| \| Crurotarsi (crocodils i parents) \| \| \| \| \| \| Avemetatarsalia (dinosaures, pterosaures, ocells i parents) \| \| \| \| |
|             | \| \| Crurotarsi (crocodils i parents) \| \| \| \| \| \| Avemetatarsalia (dinosaures, pterosaures, ocells i parents) \| \| \| \| |
|             | Crurotarsi (crocodils i parents)                                                                                                 |
|             | |
|             | Avemetatarsalia (dinosaures, pterosaures, ocells i parents)                                                                      |
|             | |

|  | Crurotarsi (crocodils i parents)                            |
|  |                                                             |
|  | Avemetatarsalia (dinosaures, pterosaures, ocells i parents) |
|  |                                                             |

|             | Yonghesuchus |
|             | |
| Archosauria | \| \| Crurotarsi (crocodils i parents) \| \| \| \| \| \| Avemetatarsalia (dinosaures, pterosaures, ocells i parents) \| \| \| \| |
|             | \| \| Crurotarsi (crocodils i parents) \| \| \| \| \| \| Avemetatarsalia (dinosaures, pterosaures, ocells i parents) \| \| \| \| |
|             | Crurotarsi (crocodils i parents)                                                                                                 |
|             | |
|             | Avemetatarsalia (dinosaures, pterosaures, ocells i parents)                                                                      |
|             | |

|  | Crurotarsi (crocodils i parents)                            |
|  |                                                             |
|  | Avemetatarsalia (dinosaures, pterosaures, ocells i parents) |
|  |                                                             |

|             | Yonghesuchus |
|             | |
| Archosauria | \| \| Crurotarsi (crocodils i parents) \| \| \| \| \| \| Avemetatarsalia (dinosaures, pterosaures, ocells i parents) \| \| \| \| |
|             | \| \| Crurotarsi (crocodils i parents) \| \| \| \| \| \| Avemetatarsalia (dinosaures, pterosaures, ocells i parents) \| \| \| \| |
|             | Crurotarsi (crocodils i parents)                                                                                                 |
|             | |
|             | Avemetatarsalia (dinosaures, pterosaures, ocells i parents)                                                                      |
|             | |

|  | Crurotarsi (crocodils i parents)                            |
|  |                                                             |
|  | Avemetatarsalia (dinosaures, pterosaures, ocells i parents) |
|  |                                                             |

|             | Yonghesuchus |
|             | |
| Archosauria | \| \| Crurotarsi (crocodils i parents) \| \| \| \| \| \| Avemetatarsalia (dinosaures, pterosaures, ocells i parents) \| \| \| \| |
|             | \| \| Crurotarsi (crocodils i parents) \| \| \| \| \| \| Avemetatarsalia (dinosaures, pterosaures, ocells i parents) \| \| \| \| |
|             | Crurotarsi (crocodils i parents)                                                                                                 |
|             | |
|             | Avemetatarsalia (dinosaures, pterosaures, ocells i parents)                                                                      |
|             | |

|  | Crurotarsi (crocodils i parents)                            |
|  |                                                             |
|  | Avemetatarsalia (dinosaures, pterosaures, ocells i parents) |
|  |                                                             |

|             | Yonghesuchus |
|             | |
| Archosauria | \| \| Crurotarsi (crocodils i parents) \| \| \| \| \| \| Avemetatarsalia (dinosaures, pterosaures, ocells i parents) \| \| \| \| |
|             | \| \| Crurotarsi (crocodils i parents) \| \| \| \| \| \| Avemetatarsalia (dinosaures, pterosaures, ocells i parents) \| \| \| \| |
|             | Crurotarsi (crocodils i parents)                                                                                                 |
|             | |
|             | Avemetatarsalia (dinosaures, pterosaures, ocells i parents)                                                                      |
|             | |

|  | Crurotarsi (crocodils i parents)                            |
|  |                                                             |
|  | Avemetatarsalia (dinosaures, pterosaures, ocells i parents) |
|  |                                                             |

|             | Yonghesuchus |
|             | |
| Archosauria | \| \| Crurotarsi (crocodils i parents) \| \| \| \| \| \| Avemetatarsalia (dinosaures, pterosaures, ocells i parents) \| \| \| \| |
|             | \| \| Crurotarsi (crocodils i parents) \| \| \| \| \| \| Avemetatarsalia (dinosaures, pterosaures, ocells i parents) \| \| \| \| |
|             | Crurotarsi (crocodils i parents)                                                                                                 |
|             | |
|             | Avemetatarsalia (dinosaures, pterosaures, ocells i parents)                                                                      |
|             | |

|  | Crurotarsi (crocodils i parents)                            |
|  |                                                             |
|  | Avemetatarsalia (dinosaures, pterosaures, ocells i parents) |
|  |                                                             |

|             | Yonghesuchus |
|             | |
| Archosauria | \| \| Crurotarsi (crocodils i parents) \| \| \| \| \| \| Avemetatarsalia (dinosaures, pterosaures, ocells i parents) \| \| \| \| |
|             | \| \| Crurotarsi (crocodils i parents) \| \| \| \| \| \| Avemetatarsalia (dinosaures, pterosaures, ocells i parents) \| \| \| \| |
|             | Crurotarsi (crocodils i parents)                                                                                                 |
|             | |
|             | Avemetatarsalia (dinosaures, pterosaures, ocells i parents)                                                                      |
|             | |

|  | Crurotarsi (crocodils i parents)                            |
|  |                                                             |
|  | Avemetatarsalia (dinosaures, pterosaures, ocells i parents) |
|  |                                                             |

|             | Yonghesuchus |
|             | |
| Archosauria | \| \| Crurotarsi (crocodils i parents) \| \| \| \| \| \| Avemetatarsalia (dinosaures, pterosaures, ocells i parents) \| \| \| \| |
|             | \| \| Crurotarsi (crocodils i parents) \| \| \| \| \| \| Avemetatarsalia (dinosaures, pterosaures, ocells i parents) \| \| \| \| |
|             | Crurotarsi (crocodils i parents)                                                                                                 |
|             | |
|             | Avemetatarsalia (dinosaures, pterosaures, ocells i parents)                                                                      |
|             | |

|  | Crurotarsi (crocodils i parents)                            |
|  |                                                             |
|  | Avemetatarsalia (dinosaures, pterosaures, ocells i parents) |
|  |                                                             |

|             | Yonghesuchus |
|             | |
| Archosauria | \| \| Crurotarsi (crocodils i parents) \| \| \| \| \| \| Avemetatarsalia (dinosaures, pterosaures, ocells i parents) \| \| \| \| |
|             | \| \| Crurotarsi (crocodils i parents) \| \| \| \| \| \| Avemetatarsalia (dinosaures, pterosaures, ocells i parents) \| \| \| \| |
|             | Crurotarsi (crocodils i parents)                                                                                                 |
|             | |
|             | Avemetatarsalia (dinosaures, pterosaures, ocells i parents)                                                                      |
|             | |

|  | Crurotarsi (crocodils i parents)                            |
|  |                                                             |
|  | Avemetatarsalia (dinosaures, pterosaures, ocells i parents) |
|  |                                                             |

|             | Yonghesuchus |
|             | |
| Archosauria | \| \| Crurotarsi (crocodils i parents) \| \| \| \| \| \| Avemetatarsalia (dinosaures, pterosaures, ocells i parents) \| \| \| \| |
|             | \| \| Crurotarsi (crocodils i parents) \| \| \| \| \| \| Avemetatarsalia (dinosaures, pterosaures, ocells i parents) \| \| \| \| |
|             | Crurotarsi (crocodils i parents)                                                                                                 |
|             | |
|             | Avemetatarsalia (dinosaures, pterosaures, ocells i parents)                                                                      |
|             | |

|  | Crurotarsi (crocodils i parents)                            |
|  |                                                             |
|  | Avemetatarsalia (dinosaures, pterosaures, ocells i parents) |
|  |                                                             |

|             | Yonghesuchus |
|             | |
| Archosauria | \| \| Crurotarsi (crocodils i parents) \| \| \| \| \| \| Avemetatarsalia (dinosaures, pterosaures, ocells i parents) \| \| \| \| |
|             | \| \| Crurotarsi (crocodils i parents) \| \| \| \| \| \| Avemetatarsalia (dinosaures, pterosaures, ocells i parents) \| \| \| \| |
|             | Crurotarsi (crocodils i parents)                                                                                                 |
|             | |
|             | Avemetatarsalia (dinosaures, pterosaures, ocells i parents)                                                                      |
|             | |

|  | Crurotarsi (crocodils i parents)                            |
|  |                                                             |
|  | Avemetatarsalia (dinosaures, pterosaures, ocells i parents) |
|  |                                                             |

|             | Yonghesuchus |
|             | |
| Archosauria | \| \| Crurotarsi (crocodils i parents) \| \| \| \| \| \| Avemetatarsalia (dinosaures, pterosaures, ocells i parents) \| \| \| \| |
|             | \| \| Crurotarsi (crocodils i parents) \| \| \| \| \| \| Avemetatarsalia (dinosaures, pterosaures, ocells i parents) \| \| \| \| |
|             | Crurotarsi (crocodils i parents)                                                                                                 |
|             | |
|             | Avemetatarsalia (dinosaures, pterosaures, ocells i parents)                                                                      |
|             | |

|  | Crurotarsi (crocodils i parents)                            |
|  |                                                             |
|  | Avemetatarsalia (dinosaures, pterosaures, ocells i parents) |
|  |                                                             |

|             | Yonghesuchus |
|             | |
| Archosauria | \| \| Crurotarsi (crocodils i parents) \| \| \| \| \| \| Avemetatarsalia (dinosaures, pterosaures, ocells i parents) \| \| \| \| |
|             | \| \| Crurotarsi (crocodils i parents) \| \| \| \| \| \| Avemetatarsalia (dinosaures, pterosaures, ocells i parents) \| \| \| \| |
|             | Crurotarsi (crocodils i parents)                                                                                                 |
|             | |
|             | Avemetatarsalia (dinosaures, pterosaures, ocells i parents)                                                                      |
|             | |

|  | Crurotarsi (crocodils i parents)                            |
|  |                                                             |
|  | Avemetatarsalia (dinosaures, pterosaures, ocells i parents) |
|  |                                                             |

|             | Yonghesuchus |
|             | |
| Archosauria | \| \| Crurotarsi (crocodils i parents) \| \| \| \| \| \| Avemetatarsalia (dinosaures, pterosaures, ocells i parents) \| \| \| \| |
|             | \| \| Crurotarsi (crocodils i parents) \| \| \| \| \| \| Avemetatarsalia (dinosaures, pterosaures, ocells i parents) \| \| \| \| |
|             | Crurotarsi (crocodils i parents)                                                                                                 |
|             | |
|             | Avemetatarsalia (dinosaures, pterosaures, ocells i parents)                                                                      |
|             | |

|  | Crurotarsi (crocodils i parents)                            |
|  |                                                             |
|  | Avemetatarsalia (dinosaures, pterosaures, ocells i parents) |
|  |                                                             |

|             | Yonghesuchus |
|             | |
| Archosauria | \| \| Crurotarsi (crocodils i parents) \| \| \| \| \| \| Avemetatarsalia (dinosaures, pterosaures, ocells i parents) \| \| \| \| |
|             | \| \| Crurotarsi (crocodils i parents) \| \| \| \| \| \| Avemetatarsalia (dinosaures, pterosaures, ocells i parents) \| \| \| \| |
|             | Crurotarsi (crocodils i parents)                                                                                                 |
|             | |
|             | Avemetatarsalia (dinosaures, pterosaures, ocells i parents)                                                                      |
|             | |

|  | Crurotarsi (crocodils i parents)                            |
|  |                                                             |
|  | Avemetatarsalia (dinosaures, pterosaures, ocells i parents) |
|  |                                                             |

|             | Yonghesuchus |
|             | |
| Archosauria | \| \| Crurotarsi (crocodils i parents) \| \| \| \| \| \| Avemetatarsalia (dinosaures, pterosaures, ocells i parents) \| \| \| \| |
|             | \| \| Crurotarsi (crocodils i parents) \| \| \| \| \| \| Avemetatarsalia (dinosaures, pterosaures, ocells i parents) \| \| \| \| |
|             | Crurotarsi (crocodils i parents)                                                                                                 |
|             | |
|             | Avemetatarsalia (dinosaures, pterosaures, ocells i parents)                                                                      |
|             | |

|  | Crurotarsi (crocodils i parents)                            |
|  |                                                             |
|  | Avemetatarsalia (dinosaures, pterosaures, ocells i parents) |
|  |                                                             |

|             | Yonghesuchus |
|             | |
| Archosauria | \| \| Crurotarsi (crocodils i parents) \| \| \| \| \| \| Avemetatarsalia (dinosaures, pterosaures, ocells i parents) \| \| \| \| |
|             | \| \| Crurotarsi (crocodils i parents) \| \| \| \| \| \| Avemetatarsalia (dinosaures, pterosaures, ocells i parents) \| \| \| \| |
|             | Crurotarsi (crocodils i parents)                                                                                                 |
|             | |
|             | Avemetatarsalia (dinosaures, pterosaures, ocells i parents)                                                                      |
|             | |

|  | Crurotarsi (crocodils i parents)                            |
|  |                                                             |
|  | Avemetatarsalia (dinosaures, pterosaures, ocells i parents) |
|  |                                                             |

|             | Yonghesuchus |
|             | |
| Archosauria | \| \| Crurotarsi (crocodils i parents) \| \| \| \| \| \| Avemetatarsalia (dinosaures, pterosaures, ocells i parents) \| \| \| \| |
|             | \| \| Crurotarsi (crocodils i parents) \| \| \| \| \| \| Avemetatarsalia (dinosaures, pterosaures, ocells i parents) \| \| \| \| |
|             | Crurotarsi (crocodils i parents)                                                                                                 |
|             | |
|             | Avemetatarsalia (dinosaures, pterosaures, ocells i parents)                                                                      |
|             | |

|  | Crurotarsi (crocodils i parents)                            |
|  |                                                             |
|  | Avemetatarsalia (dinosaures, pterosaures, ocells i parents) |
|  |                                                             |

|             | Yonghesuchus |
|             | |
| Archosauria | \| \| Crurotarsi (crocodils i parents) \| \| \| \| \| \| Avemetatarsalia (dinosaures, pterosaures, ocells i parents) \| \| \| \| |
|             | \| \| Crurotarsi (crocodils i parents) \| \| \| \| \| \| Avemetatarsalia (dinosaures, pterosaures, ocells i parents) \| \| \| \| |
|             | Crurotarsi (crocodils i parents)                                                                                                 |
|             | |
|             | Avemetatarsalia (dinosaures, pterosaures, ocells i parents)                                                                      |
|             | |

|  | Crurotarsi (crocodils i parents)                            |
|  |                                                             |
|  | Avemetatarsalia (dinosaures, pterosaures, ocells i parents) |
|  |                                                             |

|             | Yonghesuchus |
|             | |
| Archosauria | \| \| Crurotarsi (crocodils i parents) \| \| \| \| \| \| Avemetatarsalia (dinosaures, pterosaures, ocells i parents) \| \| \| \| |
|             | \| \| Crurotarsi (crocodils i parents) \| \| \| \| \| \| Avemetatarsalia (dinosaures, pterosaures, ocells i parents) \| \| \| \| |
|             | Crurotarsi (crocodils i parents)                                                                                                 |
|             | |
|             | Avemetatarsalia (dinosaures, pterosaures, ocells i parents)                                                                      |
|             | |

|  | Crurotarsi (crocodils i parents)                            |
|  |                                                             |
|  | Avemetatarsalia (dinosaures, pterosaures, ocells i parents) |
|  |                                                             |

|             | Yonghesuchus |
|             | |
| Archosauria | \| \| Crurotarsi (crocodils i parents) \| \| \| \| \| \| Avemetatarsalia (dinosaures, pterosaures, ocells i parents) \| \| \| \| |
|             | \| \| Crurotarsi (crocodils i parents) \| \| \| \| \| \| Avemetatarsalia (dinosaures, pterosaures, ocells i parents) \| \| \| \| |
|             | Crurotarsi (crocodils i parents)                                                                                                 |
|             | |
|             | Avemetatarsalia (dinosaures, pterosaures, ocells i parents)                                                                      |
|             | |

|  | Crurotarsi (crocodils i parents)                            |
|  |                                                             |
|  | Avemetatarsalia (dinosaures, pterosaures, ocells i parents) |
|  |                                                             |

|             | Yonghesuchus |
|             | |
| Archosauria | \| \| Crurotarsi (crocodils i parents) \| \| \| \| \| \| Avemetatarsalia (dinosaures, pterosaures, ocells i parents) \| \| \| \| |
|             | \| \| Crurotarsi (crocodils i parents) \| \| \| \| \| \| Avemetatarsalia (dinosaures, pterosaures, ocells i parents) \| \| \| \| |
|             | Crurotarsi (crocodils i parents)                                                                                                 |
|             | |
|             | Avemetatarsalia (dinosaures, pterosaures, ocells i parents)                                                                      |
|             | |

|  | Crurotarsi (crocodils i parents)                            |
|  |                                                             |
|  | Avemetatarsalia (dinosaures, pterosaures, ocells i parents) |
|  |                                                             |

|             | Yonghesuchus |
|             | |
| Archosauria | \| \| Crurotarsi (crocodils i parents) \| \| \| \| \| \| Avemetatarsalia (dinosaures, pterosaures, ocells i parents) \| \| \| \| |
|             | \| \| Crurotarsi (crocodils i parents) \| \| \| \| \| \| Avemetatarsalia (dinosaures, pterosaures, ocells i parents) \| \| \| \| |
|             | Crurotarsi (crocodils i parents)                                                                                                 |
|             | |
|             | Avemetatarsalia (dinosaures, pterosaures, ocells i parents)                                                                      |
|             | |

|  | Crurotarsi (crocodils i parents)                            |
|  |                                                             |
|  | Avemetatarsalia (dinosaures, pterosaures, ocells i parents) |
|  |                                                             |

|             | Yonghesuchus |
|             | |
| Archosauria | \| \| Crurotarsi (crocodils i parents) \| \| \| \| \| \| Avemetatarsalia (dinosaures, pterosaures, ocells i parents) \| \| \| \| |
|             | \| \| Crurotarsi (crocodils i parents) \| \| \| \| \| \| Avemetatarsalia (dinosaures, pterosaures, ocells i parents) \| \| \| \| |
|             | Crurotarsi (crocodils i parents)                                                                                                 |
|             | |
|             | Avemetatarsalia (dinosaures, pterosaures, ocells i parents)                                                                      |
|             | |

|  | Crurotarsi (crocodils i parents)                            |
|  |                                                             |
|  | Avemetatarsalia (dinosaures, pterosaures, ocells i parents) |
|  |                                                             |

|             | Yonghesuchus |
|             | |
| Archosauria | \| \| Crurotarsi (crocodils i parents) \| \| \| \| \| \| Avemetatarsalia (dinosaures, pterosaures, ocells i parents) \| \| \| \| |
|             | \| \| Crurotarsi (crocodils i parents) \| \| \| \| \| \| Avemetatarsalia (dinosaures, pterosaures, ocells i parents) \| \| \| \| |
|             | Crurotarsi (crocodils i parents)                                                                                                 |
|             | |
|             | Avemetatarsalia (dinosaures, pterosaures, ocells i parents)                                                                      |
|             | |

|  | Crurotarsi (crocodils i parents)                            |
|  |                                                             |
|  | Avemetatarsalia (dinosaures, pterosaures, ocells i parents) |
|  |                                                             |

|             | Yonghesuchus |
|             | |
| Archosauria | \| \| Crurotarsi (crocodils i parents) \| \| \| \| \| \| Avemetatarsalia (dinosaures, pterosaures, ocells i parents) \| \| \| \| |
|             | \| \| Crurotarsi (crocodils i parents) \| \| \| \| \| \| Avemetatarsalia (dinosaures, pterosaures, ocells i parents) \| \| \| \| |
|             | Crurotarsi (crocodils i parents)                                                                                                 |
|             | |
|             | Avemetatarsalia (dinosaures, pterosaures, ocells i parents)                                                                      |
|             | |

|  | Crurotarsi (crocodils i parents)                            |
|  |                                                             |
|  | Avemetatarsalia (dinosaures, pterosaures, ocells i parents) |
|  |                                                             |

|             | Yonghesuchus |
|             | |
| Archosauria | \| \| Crurotarsi (crocodils i parents) \| \| \| \| \| \| Avemetatarsalia (dinosaures, pterosaures, ocells i parents) \| \| \| \| |
|             | \| \| Crurotarsi (crocodils i parents) \| \| \| \| \| \| Avemetatarsalia (dinosaures, pterosaures, ocells i parents) \| \| \| \| |
|             | Crurotarsi (crocodils i parents)                                                                                                 |
|             | |
|             | Avemetatarsalia (dinosaures, pterosaures, ocells i parents)                                                                      |
|             | |

|  | Crurotarsi (crocodils i parents)                            |
|  |                                                             |
|  | Avemetatarsalia (dinosaures, pterosaures, ocells i parents) |
|  |                                                             |

|             | Yonghesuchus |
|             | |
| Archosauria | \| \| Crurotarsi (crocodils i parents) \| \| \| \| \| \| Avemetatarsalia (dinosaures, pterosaures, ocells i parents) \| \| \| \| |
|             | \| \| Crurotarsi (crocodils i parents) \| \| \| \| \| \| Avemetatarsalia (dinosaures, pterosaures, ocells i parents) \| \| \| \| |
|             | Crurotarsi (crocodils i parents)                                                                                                 |
|             | |
|             | Avemetatarsalia (dinosaures, pterosaures, ocells i parents)                                                                      |
|             | |

|  | Crurotarsi (crocodils i parents)                            |
|  |                                                             |
|  | Avemetatarsalia (dinosaures, pterosaures, ocells i parents) |
|  |                                                             |

|             | Yonghesuchus |
|             | |
| Archosauria | \| \| Crurotarsi (crocodils i parents) \| \| \| \| \| \| Avemetatarsalia (dinosaures, pterosaures, ocells i parents) \| \| \| \| |
|             | \| \| Crurotarsi (crocodils i parents) \| \| \| \| \| \| Avemetatarsalia (dinosaures, pterosaures, ocells i parents) \| \| \| \| |
|             | Crurotarsi (crocodils i parents)                                                                                                 |
|             | |
|             | Avemetatarsalia (dinosaures, pterosaures, ocells i parents)                                                                      |
|             | |

|  | Crurotarsi (crocodils i parents)                            |
|  |                                                             |
|  | Avemetatarsalia (dinosaures, pterosaures, ocells i parents) |
|  |                                                             |

|             | Yonghesuchus |
|             | |
| Archosauria | \| \| Crurotarsi (crocodils i parents) \| \| \| \| \| \| Avemetatarsalia (dinosaures, pterosaures, ocells i parents) \| \| \| \| |
|             | \| \| Crurotarsi (crocodils i parents) \| \| \| \| \| \| Avemetatarsalia (dinosaures, pterosaures, ocells i parents) \| \| \| \| |
|             | Crurotarsi (crocodils i parents)                                                                                                 |
|             | |
|             | Avemetatarsalia (dinosaures, pterosaures, ocells i parents)                                                                      |
|             | |

|  | Crurotarsi (crocodils i parents)                            |
|  |                                                             |
|  | Avemetatarsalia (dinosaures, pterosaures, ocells i parents) |
|  |                                                             |

|             | Yonghesuchus |
|             | |
| Archosauria | \| \| Crurotarsi (crocodils i parents) \| \| \| \| \| \| Avemetatarsalia (dinosaures, pterosaures, ocells i parents) \| \| \| \| |
|             | \| \| Crurotarsi (crocodils i parents) \| \| \| \| \| \| Avemetatarsalia (dinosaures, pterosaures, ocells i parents) \| \| \| \| |
|             | Crurotarsi (crocodils i parents)                                                                                                 |
|             | |
|             | Avemetatarsalia (dinosaures, pterosaures, ocells i parents)                                                                      |
|             | |

|  | Crurotarsi (crocodils i parents)                            |
|  |                                                             |
|  | Avemetatarsalia (dinosaures, pterosaures, ocells i parents) |
|  |                                                             |

|             | Yonghesuchus |
|             | |
| Archosauria | \| \| Crurotarsi (crocodils i parents) \| \| \| \| \| \| Avemetatarsalia (dinosaures, pterosaures, ocells i parents) \| \| \| \| |
|             | \| \| Crurotarsi (crocodils i parents) \| \| \| \| \| \| Avemetatarsalia (dinosaures, pterosaures, ocells i parents) \| \| \| \| |
|             | Crurotarsi (crocodils i parents)                                                                                                 |
|             | |
|             | Avemetatarsalia (dinosaures, pterosaures, ocells i parents)                                                                      |
|             | |

|  | Crurotarsi (crocodils i parents)                            |
|  |                                                             |
|  | Avemetatarsalia (dinosaures, pterosaures, ocells i parents) |
|  |                                                             |

|             | Yonghesuchus |
|             | |
| Archosauria | \| \| Crurotarsi (crocodils i parents) \| \| \| \| \| \| Avemetatarsalia (dinosaures, pterosaures, ocells i parents) \| \| \| \| |
|             | \| \| Crurotarsi (crocodils i parents) \| \| \| \| \| \| Avemetatarsalia (dinosaures, pterosaures, ocells i parents) \| \| \| \| |
|             | Crurotarsi (crocodils i parents)                                                                                                 |
|             | |
|             | Avemetatarsalia (dinosaures, pterosaures, ocells i parents)                                                                      |
|             | |

|  | Crurotarsi (crocodils i parents)                            |
|  |                                                             |
|  | Avemetatarsalia (dinosaures, pterosaures, ocells i parents) |
|  |                                                             |

|             | Yonghesuchus |
|             | |
| Archosauria | \| \| Crurotarsi (crocodils i parents) \| \| \| \| \| \| Avemetatarsalia (dinosaures, pterosaures, ocells i parents) \| \| \| \| |
|             | \| \| Crurotarsi (crocodils i parents) \| \| \| \| \| \| Avemetatarsalia (dinosaures, pterosaures, ocells i parents) \| \| \| \| |
|             | Crurotarsi (crocodils i parents)                                                                                                 |
|             | |
|             | Avemetatarsalia (dinosaures, pterosaures, ocells i parents)                                                                      |
|             | |

|  | Crurotarsi (crocodils i parents)                            |
|  |                                                             |
|  | Avemetatarsalia (dinosaures, pterosaures, ocells i parents) |
|  |                                                             |

|             | Yonghesuchus |
|             | |
| Archosauria | \| \| Crurotarsi (crocodils i parents) \| \| \| \| \| \| Avemetatarsalia (dinosaures, pterosaures, ocells i parents) \| \| \| \| |
|             | \| \| Crurotarsi (crocodils i parents) \| \| \| \| \| \| Avemetatarsalia (dinosaures, pterosaures, ocells i parents) \| \| \| \| |
|             | Crurotarsi (crocodils i parents)                                                                                                 |
|             | |
|             | Avemetatarsalia (dinosaures, pterosaures, ocells i parents)                                                                      |
|             | |

|  | Crurotarsi (crocodils i parents)                            |
|  |                                                             |
|  | Avemetatarsalia (dinosaures, pterosaures, ocells i parents) |
|  |                                                             |

|             | Yonghesuchus |
|             | |
| Archosauria | \| \| Crurotarsi (crocodils i parents) \| \| \| \| \| \| Avemetatarsalia (dinosaures, pterosaures, ocells i parents) \| \| \| \| |
|             | \| \| Crurotarsi (crocodils i parents) \| \| \| \| \| \| Avemetatarsalia (dinosaures, pterosaures, ocells i parents) \| \| \| \| |
|             | Crurotarsi (crocodils i parents)                                                                                                 |
|             | |
|             | Avemetatarsalia (dinosaures, pterosaures, ocells i parents)                                                                      |
|             | |

|  | Crurotarsi (crocodils i parents)                            |
|  |                                                             |
|  | Avemetatarsalia (dinosaures, pterosaures, ocells i parents) |
|  |                                                             |

|             | Yonghesuchus |
|             | |
| Archosauria | \| \| Crurotarsi (crocodils i parents) \| \| \| \| \| \| Avemetatarsalia (dinosaures, pterosaures, ocells i parents) \| \| \| \| |
|             | \| \| Crurotarsi (crocodils i parents) \| \| \| \| \| \| Avemetatarsalia (dinosaures, pterosaures, ocells i parents) \| \| \| \| |
|             | Crurotarsi (crocodils i parents)                                                                                                 |
|             | |
|             | Avemetatarsalia (dinosaures, pterosaures, ocells i parents)                                                                      |
|             | |

|  | Crurotarsi (crocodils i parents)                            |
|  |                                                             |
|  | Avemetatarsalia (dinosaures, pterosaures, ocells i parents) |
|  |                                                             |

|             | Yonghesuchus |
|             | |
| Archosauria | \| \| Crurotarsi (crocodils i parents) \| \| \| \| \| \| Avemetatarsalia (dinosaures, pterosaures, ocells i parents) \| \| \| \| |
|             | \| \| Crurotarsi (crocodils i parents) \| \| \| \| \| \| Avemetatarsalia (dinosaures, pterosaures, ocells i parents) \| \| \| \| |
|             | Crurotarsi (crocodils i parents)                                                                                                 |
|             | |
|             | Avemetatarsalia (dinosaures, pterosaures, ocells i parents)                                                                      |
|             | |

|  | Crurotarsi (crocodils i parents)                            |
|  |                                                             |
|  | Avemetatarsalia (dinosaures, pterosaures, ocells i parents) |
|  |                                                             |

|             | Yonghesuchus |
|             | |
| Archosauria | \| \| Crurotarsi (crocodils i parents) \| \| \| \| \| \| Avemetatarsalia (dinosaures, pterosaures, ocells i parents) \| \| \| \| |
|             | \| \| Crurotarsi (crocodils i parents) \| \| \| \| \| \| Avemetatarsalia (dinosaures, pterosaures, ocells i parents) \| \| \| \| |
|             | Crurotarsi (crocodils i parents)                                                                                                 |
|             | |
|             | Avemetatarsalia (dinosaures, pterosaures, ocells i parents)                                                                      |
|             | |

|  | Crurotarsi (crocodils i parents)                            |
|  |                                                             |
|  | Avemetatarsalia (dinosaures, pterosaures, ocells i parents) |
|  |                                                             |

|             | Yonghesuchus |
|             | |
| Archosauria | \| \| Crurotarsi (crocodils i parents) \| \| \| \| \| \| Avemetatarsalia (dinosaures, pterosaures, ocells i parents) \| \| \| \| |
|             | \| \| Crurotarsi (crocodils i parents) \| \| \| \| \| \| Avemetatarsalia (dinosaures, pterosaures, ocells i parents) \| \| \| \| |
|             | Crurotarsi (crocodils i parents)                                                                                                 |
|             | |
|             | Avemetatarsalia (dinosaures, pterosaures, ocells i parents)                                                                      |
|             | |

|  | Crurotarsi (crocodils i parents)                            |
|  |                                                             |
|  | Avemetatarsalia (dinosaures, pterosaures, ocells i parents) |
|  |                                                             |

|             | Yonghesuchus |
|             | |
| Archosauria | \| \| Crurotarsi (crocodils i parents) \| \| \| \| \| \| Avemetatarsalia (dinosaures, pterosaures, ocells i parents) \| \| \| \| |
|             | \| \| Crurotarsi (crocodils i parents) \| \| \| \| \| \| Avemetatarsalia (dinosaures, pterosaures, ocells i parents) \| \| \| \| |
|             | Crurotarsi (crocodils i parents)                                                                                                 |
|             | |
|             | Avemetatarsalia (dinosaures, pterosaures, ocells i parents)                                                                      |
|             | |

|  | Crurotarsi (crocodils i parents)                            |
|  |                                                             |
|  | Avemetatarsalia (dinosaures, pterosaures, ocells i parents) |
|  |                                                             |

|             | Yonghesuchus |
|             | |
| Archosauria | \| \| Crurotarsi (crocodils i parents) \| \| \| \| \| \| Avemetatarsalia (dinosaures, pterosaures, ocells i parents) \| \| \| \| |
|             | \| \| Crurotarsi (crocodils i parents) \| \| \| \| \| \| Avemetatarsalia (dinosaures, pterosaures, ocells i parents) \| \| \| \| |
|             | Crurotarsi (crocodils i parents)                                                                                                 |
|             | |
|             | Avemetatarsalia (dinosaures, pterosaures, ocells i parents)                                                                      |
|             | |

|  | Crurotarsi (crocodils i parents)                            |
|  |                                                             |
|  | Avemetatarsalia (dinosaures, pterosaures, ocells i parents) |
|  |                                                             |

|             | Yonghesuchus |
|             | |
| Archosauria | \| \| Crurotarsi (crocodils i parents) \| \| \| \| \| \| Avemetatarsalia (dinosaures, pterosaures, ocells i parents) \| \| \| \| |
|             | \| \| Crurotarsi (crocodils i parents) \| \| \| \| \| \| Avemetatarsalia (dinosaures, pterosaures, ocells i parents) \| \| \| \| |
|             | Crurotarsi (crocodils i parents)                                                                                                 |
|             | |
|             | Avemetatarsalia (dinosaures, pterosaures, ocells i parents)                                                                      |
|             | |

|  | Crurotarsi (crocodils i parents)                            |
|  |                                                             |
|  | Avemetatarsalia (dinosaures, pterosaures, ocells i parents) |
|  |                                                             |

|             | Yonghesuchus |
|             | |
| Archosauria | \| \| Crurotarsi (crocodils i parents) \| \| \| \| \| \| Avemetatarsalia (dinosaures, pterosaures, ocells i parents) \| \| \| \| |
|             | \| \| Crurotarsi (crocodils i parents) \| \| \| \| \| \| Avemetatarsalia (dinosaures, pterosaures, ocells i parents) \| \| \| \| |
|             | Crurotarsi (crocodils i parents)                                                                                                 |
|             | |
|             | Avemetatarsalia (dinosaures, pterosaures, ocells i parents)                                                                      |
|             | |

|  | Crurotarsi (crocodils i parents)                            |
|  |                                                             |
|  | Avemetatarsalia (dinosaures, pterosaures, ocells i parents) |
|  |                                                             |

|             | Yonghesuchus |
|             | |
| Archosauria | \| \| Crurotarsi (crocodils i parents) \| \| \| \| \| \| Avemetatarsalia (dinosaures, pterosaures, ocells i parents) \| \| \| \| |
|             | \| \| Crurotarsi (crocodils i parents) \| \| \| \| \| \| Avemetatarsalia (dinosaures, pterosaures, ocells i parents) \| \| \| \| |
|             | Crurotarsi (crocodils i parents)                                                                                                 |
|             | |
|             | Avemetatarsalia (dinosaures, pterosaures, ocells i parents)                                                                      |
|             | |

|  | Crurotarsi (crocodils i parents)                            |
|  |                                                             |
|  | Avemetatarsalia (dinosaures, pterosaures, ocells i parents) |
|  |                                                             |

|             | Yonghesuchus |
|             | |
| Archosauria | \| \| Crurotarsi (crocodils i parents) \| \| \| \| \| \| Avemetatarsalia (dinosaures, pterosaures, ocells i parents) \| \| \| \| |
|             | \| \| Crurotarsi (crocodils i parents) \| \| \| \| \| \| Avemetatarsalia (dinosaures, pterosaures, ocells i parents) \| \| \| \| |
|             | Crurotarsi (crocodils i parents)                                                                                                 |
|             | |
|             | Avemetatarsalia (dinosaures, pterosaures, ocells i parents)                                                                      |
|             | |

|  | Crurotarsi (crocodils i parents)                            |
|  |                                                             |
|  | Avemetatarsalia (dinosaures, pterosaures, ocells i parents) |
|  |                                                             |

|             | Yonghesuchus |
|             | |
| Archosauria | \| \| Crurotarsi (crocodils i parents) \| \| \| \| \| \| Avemetatarsalia (dinosaures, pterosaures, ocells i parents) \| \| \| \| |
|             | \| \| Crurotarsi (crocodils i parents) \| \| \| \| \| \| Avemetatarsalia (dinosaures, pterosaures, ocells i parents) \| \| \| \| |
|             | Crurotarsi (crocodils i parents)                                                                                                 |
|             | |
|             | Avemetatarsalia (dinosaures, pterosaures, ocells i parents)                                                                      |
|             | |

|  | Crurotarsi (crocodils i parents)                            |
|  |                                                             |
|  | Avemetatarsalia (dinosaures, pterosaures, ocells i parents) |
|  |                                                             |

|             | Yonghesuchus |
|             | |
| Archosauria | \| \| Crurotarsi (crocodils i parents) \| \| \| \| \| \| Avemetatarsalia (dinosaures, pterosaures, ocells i parents) \| \| \| \| |
|             | \| \| Crurotarsi (crocodils i parents) \| \| \| \| \| \| Avemetatarsalia (dinosaures, pterosaures, ocells i parents) \| \| \| \| |
|             | Crurotarsi (crocodils i parents)                                                                                                 |
|             | |
|             | Avemetatarsalia (dinosaures, pterosaures, ocells i parents)                                                                      |
|             | |

|  | Crurotarsi (crocodils i parents)                            |
|  |                                                             |
|  | Avemetatarsalia (dinosaures, pterosaures, ocells i parents) |
|  |                                                             |

|             | Yonghesuchus |
|             | |
| Archosauria | \| \| Crurotarsi (crocodils i parents) \| \| \| \| \| \| Avemetatarsalia (dinosaures, pterosaures, ocells i parents) \| \| \| \| |
|             | \| \| Crurotarsi (crocodils i parents) \| \| \| \| \| \| Avemetatarsalia (dinosaures, pterosaures, ocells i parents) \| \| \| \| |
|             | Crurotarsi (crocodils i parents)                                                                                                 |
|             | |
|             | Avemetatarsalia (dinosaures, pterosaures, ocells i parents)                                                                      |
|             | |

|  | Crurotarsi (crocodils i parents)                            |
|  |                                                             |
|  | Avemetatarsalia (dinosaures, pterosaures, ocells i parents) |
|  |                                                             |

|             | Yonghesuchus |
|             | |
| Archosauria | \| \| Crurotarsi (crocodils i parents) \| \| \| \| \| \| Avemetatarsalia (dinosaures, pterosaures, ocells i parents) \| \| \| \| |
|             | \| \| Crurotarsi (crocodils i parents) \| \| \| \| \| \| Avemetatarsalia (dinosaures, pterosaures, ocells i parents) \| \| \| \| |
|             | Crurotarsi (crocodils i parents)                                                                                                 |
|             | |
|             | Avemetatarsalia (dinosaures, pterosaures, ocells i parents)                                                                      |
|             | |

|  | Crurotarsi (crocodils i parents)                            |
|  |                                                             |
|  | Avemetatarsalia (dinosaures, pterosaures, ocells i parents) |
|  |                                                             |

|             | Yonghesuchus |
|             | |
| Archosauria | \| \| Crurotarsi (crocodils i parents) \| \| \| \| \| \| Avemetatarsalia (dinosaures, pterosaures, ocells i parents) \| \| \| \| |
|             | \| \| Crurotarsi (crocodils i parents) \| \| \| \| \| \| Avemetatarsalia (dinosaures, pterosaures, ocells i parents) \| \| \| \| |
|             | Crurotarsi (crocodils i parents)                                                                                                 |
|             | |
|             | Avemetatarsalia (dinosaures, pterosaures, ocells i parents)                                                                      |
|             | |

|  | Crurotarsi (crocodils i parents)                            |
|  |                                                             |
|  | Avemetatarsalia (dinosaures, pterosaures, ocells i parents) |
|  |                                                             |

|             | Yonghesuchus |
|             | |
| Archosauria | \| \| Crurotarsi (crocodils i parents) \| \| \| \| \| \| Avemetatarsalia (dinosaures, pterosaures, ocells i parents) \| \| \| \| |
|             | \| \| Crurotarsi (crocodils i parents) \| \| \| \| \| \| Avemetatarsalia (dinosaures, pterosaures, ocells i parents) \| \| \| \| |
|             | Crurotarsi (crocodils i parents)                                                                                                 |
|             | |
|             | Avemetatarsalia (dinosaures, pterosaures, ocells i parents)                                                                      |
|             | |

|  | Crurotarsi (crocodils i parents)                            |
|  |                                                             |
|  | Avemetatarsalia (dinosaures, pterosaures, ocells i parents) |
|  |                                                             |

|             | Yonghesuchus |
|             | |
| Archosauria | \| \| Crurotarsi (crocodils i parents) \| \| \| \| \| \| Avemetatarsalia (dinosaures, pterosaures, ocells i parents) \| \| \| \| |
|             | \| \| Crurotarsi (crocodils i parents) \| \| \| \| \| \| Avemetatarsalia (dinosaures, pterosaures, ocells i parents) \| \| \| \| |
|             | Crurotarsi (crocodils i parents)                                                                                                 |
|             | |
|             | Avemetatarsalia (dinosaures, pterosaures, ocells i parents)                                                                      |
|             | |

|  | Crurotarsi (crocodils i parents)                            |
|  |                                                             |
|  | Avemetatarsalia (dinosaures, pterosaures, ocells i parents) |
|  |                                                             |

|             | Yonghesuchus |
|             | |
| Archosauria | \| \| Crurotarsi (crocodils i parents) \| \| \| \| \| \| Avemetatarsalia (dinosaures, pterosaures, ocells i parents) \| \| \| \| |
|             | \| \| Crurotarsi (crocodils i parents) \| \| \| \| \| \| Avemetatarsalia (dinosaures, pterosaures, ocells i parents) \| \| \| \| |
|             | Crurotarsi (crocodils i parents)                                                                                                 |
|             | |
|             | Avemetatarsalia (dinosaures, pterosaures, ocells i parents)                                                                      |
|             | |

|  | Crurotarsi (crocodils i parents)                            |
|  |                                                             |
|  | Avemetatarsalia (dinosaures, pterosaures, ocells i parents) |
|  |                                                             |

|             | Yonghesuchus |
|             | |
| Archosauria | \| \| Crurotarsi (crocodils i parents) \| \| \| \| \| \| Avemetatarsalia (dinosaures, pterosaures, ocells i parents) \| \| \| \| |
|             | \| \| Crurotarsi (crocodils i parents) \| \| \| \| \| \| Avemetatarsalia (dinosaures, pterosaures, ocells i parents) \| \| \| \| |
|             | Crurotarsi (crocodils i parents)                                                                                                 |
|             | |
|             | Avemetatarsalia (dinosaures, pterosaures, ocells i parents)                                                                      |
|             | |

|  | Crurotarsi (crocodils i parents)                            |
|  |                                                             |
|  | Avemetatarsalia (dinosaures, pterosaures, ocells i parents) |
|  |                                                             |

|             | Yonghesuchus |
|             | |
| Archosauria | \| \| Crurotarsi (crocodils i parents) \| \| \| \| \| \| Avemetatarsalia (dinosaures, pterosaures, ocells i parents) \| \| \| \| |
|             | \| \| Crurotarsi (crocodils i parents) \| \| \| \| \| \| Avemetatarsalia (dinosaures, pterosaures, ocells i parents) \| \| \| \| |
|             | Crurotarsi (crocodils i parents)                                                                                                 |
|             | |
|             | Avemetatarsalia (dinosaures, pterosaures, ocells i parents)                                                                      |
|             | |

|  | Crurotarsi (crocodils i parents)                            |
|  |                                                             |
|  | Avemetatarsalia (dinosaures, pterosaures, ocells i parents) |
|  |                                                             |

|             | Yonghesuchus |
|             | |
| Archosauria | \| \| Crurotarsi (crocodils i parents) \| \| \| \| \| \| Avemetatarsalia (dinosaures, pterosaures, ocells i parents) \| \| \| \| |
|             | \| \| Crurotarsi (crocodils i parents) \| \| \| \| \| \| Avemetatarsalia (dinosaures, pterosaures, ocells i parents) \| \| \| \| |
|             | Crurotarsi (crocodils i parents)                                                                                                 |
|             | |
|             | Avemetatarsalia (dinosaures, pterosaures, ocells i parents)                                                                      |
|             | |

|  | Crurotarsi (crocodils i parents)                            |
|  |                                                             |
|  | Avemetatarsalia (dinosaures, pterosaures, ocells i parents) |
|  |                                                             |

|             | Yonghesuchus |
|             | |
| Archosauria | \| \| Crurotarsi (crocodils i parents) \| \| \| \| \| \| Avemetatarsalia (dinosaures, pterosaures, ocells i parents) \| \| \| \| |
|             | \| \| Crurotarsi (crocodils i parents) \| \| \| \| \| \| Avemetatarsalia (dinosaures, pterosaures, ocells i parents) \| \| \| \| |
|             | Crurotarsi (crocodils i parents)                                                                                                 |
|             | |
|             | Avemetatarsalia (dinosaures, pterosaures, ocells i parents)                                                                      |
|             | |

|  | Crurotarsi (crocodils i parents)                            |
|  |                                                             |
|  | Avemetatarsalia (dinosaures, pterosaures, ocells i parents) |
|  |                                                             |

|             | Yonghesuchus |
|             | |
| Archosauria | \| \| Crurotarsi (crocodils i parents) \| \| \| \| \| \| Avemetatarsalia (dinosaures, pterosaures, ocells i parents) \| \| \| \| |
|             | \| \| Crurotarsi (crocodils i parents) \| \| \| \| \| \| Avemetatarsalia (dinosaures, pterosaures, ocells i parents) \| \| \| \| |
|             | Crurotarsi (crocodils i parents)                                                                                                 |
|             | |
|             | Avemetatarsalia (dinosaures, pterosaures, ocells i parents)                                                                      |
|             | |

|  | Crurotarsi (crocodils i parents)                            |
|  |                                                             |
|  | Avemetatarsalia (dinosaures, pterosaures, ocells i parents) |
|  |                                                             |

|             | Yonghesuchus |
|             | |
| Archosauria | \| \| Crurotarsi (crocodils i parents) \| \| \| \| \| \| Avemetatarsalia (dinosaures, pterosaures, ocells i parents) \| \| \| \| |
|             | \| \| Crurotarsi (crocodils i parents) \| \| \| \| \| \| Avemetatarsalia (dinosaures, pterosaures, ocells i parents) \| \| \| \| |
|             | Crurotarsi (crocodils i parents)                                                                                                 |
|             | |
|             | Avemetatarsalia (dinosaures, pterosaures, ocells i parents)                                                                      |
|             | |

|  | Crurotarsi (crocodils i parents)                            |
|  |                                                             |
|  | Avemetatarsalia (dinosaures, pterosaures, ocells i parents) |
|  |                                                             |

|             | Yonghesuchus |
|             | |
| Archosauria | \| \| Crurotarsi (crocodils i parents) \| \| \| \| \| \| Avemetatarsalia (dinosaures, pterosaures, ocells i parents) \| \| \| \| |
|             | \| \| Crurotarsi (crocodils i parents) \| \| \| \| \| \| Avemetatarsalia (dinosaures, pterosaures, ocells i parents) \| \| \| \| |
|             | Crurotarsi (crocodils i parents)                                                                                                 |
|             | |
|             | Avemetatarsalia (dinosaures, pterosaures, ocells i parents)                                                                      |
|             | |

|  | Crurotarsi (crocodils i parents)                            |
|  |                                                             |
|  | Avemetatarsalia (dinosaures, pterosaures, ocells i parents) |
|  |                                                             |

|             | Yonghesuchus |
|             | |
| Archosauria | \| \| Crurotarsi (crocodils i parents) \| \| \| \| \| \| Avemetatarsalia (dinosaures, pterosaures, ocells i parents) \| \| \| \| |
|             | \| \| Crurotarsi (crocodils i parents) \| \| \| \| \| \| Avemetatarsalia (dinosaures, pterosaures, ocells i parents) \| \| \| \| |
|             | Crurotarsi (crocodils i parents)                                                                                                 |
|             | |
|             | Avemetatarsalia (dinosaures, pterosaures, ocells i parents)                                                                      |
|             | |

|  | Crurotarsi (crocodils i parents)                            |
|  |                                                             |
|  | Avemetatarsalia (dinosaures, pterosaures, ocells i parents) |
|  |                                                             |

|             | Yonghesuchus |
|             | |
| Archosauria | \| \| Crurotarsi (crocodils i parents) \| \| \| \| \| \| Avemetatarsalia (dinosaures, pterosaures, ocells i parents) \| \| \| \| |
|             | \| \| Crurotarsi (crocodils i parents) \| \| \| \| \| \| Avemetatarsalia (dinosaures, pterosaures, ocells i parents) \| \| \| \| |
|             | Crurotarsi (crocodils i parents)                                                                                                 |
|             | |
|             | Avemetatarsalia (dinosaures, pterosaures, ocells i parents)                                                                      |
|             | |

|  | Crurotarsi (crocodils i parents)                            |
|  |                                                             |
|  | Avemetatarsalia (dinosaures, pterosaures, ocells i parents) |
|  |                                                             |

|             | Yonghesuchus |
|             | |
| Archosauria | \| \| Crurotarsi (crocodils i parents) \| \| \| \| \| \| Avemetatarsalia (dinosaures, pterosaures, ocells i parents) \| \| \| \| |
|             | \| \| Crurotarsi (crocodils i parents) \| \| \| \| \| \| Avemetatarsalia (dinosaures, pterosaures, ocells i parents) \| \| \| \| |
|             | Crurotarsi (crocodils i parents)                                                                                                 |
|             | |
|             | Avemetatarsalia (dinosaures, pterosaures, ocells i parents)                                                                      |
|             | |

|  | Crurotarsi (crocodils i parents)                            |
|  |                                                             |
|  | Avemetatarsalia (dinosaures, pterosaures, ocells i parents) |
|  |                                                             |

|             | Yonghesuchus |
|             | |
| Archosauria | \| \| Crurotarsi (crocodils i parents) \| \| \| \| \| \| Avemetatarsalia (dinosaures, pterosaures, ocells i parents) \| \| \| \| |
|             | \| \| Crurotarsi (crocodils i parents) \| \| \| \| \| \| Avemetatarsalia (dinosaures, pterosaures, ocells i parents) \| \| \| \| |
|             | Crurotarsi (crocodils i parents)                                                                                                 |
|             | |
|             | Avemetatarsalia (dinosaures, pterosaures, ocells i parents)                                                                      |
|             | |

|  | Crurotarsi (crocodils i parents)                            |
|  |                                                             |
|  | Avemetatarsalia (dinosaures, pterosaures, ocells i parents) |
|  |                                                             |

|             | Yonghesuchus |
|             | |
| Archosauria | \| \| Crurotarsi (crocodils i parents) \| \| \| \| \| \| Avemetatarsalia (dinosaures, pterosaures, ocells i parents) \| \| \| \| |
|             | \| \| Crurotarsi (crocodils i parents) \| \| \| \| \| \| Avemetatarsalia (dinosaures, pterosaures, ocells i parents) \| \| \| \| |
|             | Crurotarsi (crocodils i parents)                                                                                                 |
|             | |
|             | Avemetatarsalia (dinosaures, pterosaures, ocells i parents)                                                                      |
|             | |

|  | Crurotarsi (crocodils i parents)                            |
|  |                                                             |
|  | Avemetatarsalia (dinosaures, pterosaures, ocells i parents) |
|  |                                                             |

|             | Yonghesuchus |
|             | |
| Archosauria | \| \| Crurotarsi (crocodils i parents) \| \| \| \| \| \| Avemetatarsalia (dinosaures, pterosaures, ocells i parents) \| \| \| \| |
|             | \| \| Crurotarsi (crocodils i parents) \| \| \| \| \| \| Avemetatarsalia (dinosaures, pterosaures, ocells i parents) \| \| \| \| |
|             | Crurotarsi (crocodils i parents)                                                                                                 |
|             | |
|             | Avemetatarsalia (dinosaures, pterosaures, ocells i parents)                                                                      |
|             | |

|  | Crurotarsi (crocodils i parents)                            |
|  |                                                             |
|  | Avemetatarsalia (dinosaures, pterosaures, ocells i parents) |
|  |                                                             |

|             | Yonghesuchus |
|             | |
| Archosauria | \| \| Crurotarsi (crocodils i parents) \| \| \| \| \| \| Avemetatarsalia (dinosaures, pterosaures, ocells i parents) \| \| \| \| |
|             | \| \| Crurotarsi (crocodils i parents) \| \| \| \| \| \| Avemetatarsalia (dinosaures, pterosaures, ocells i parents) \| \| \| \| |
|             | Crurotarsi (crocodils i parents)                                                                                                 |
|             | |
|             | Avemetatarsalia (dinosaures, pterosaures, ocells i parents)                                                                      |
|             | |

|  | Crurotarsi (crocodils i parents)                            |
|  |                                                             |
|  | Avemetatarsalia (dinosaures, pterosaures, ocells i parents) |
|  |                                                             |

|             | Yonghesuchus |
|             | |
| Archosauria | \| \| Crurotarsi (crocodils i parents) \| \| \| \| \| \| Avemetatarsalia (dinosaures, pterosaures, ocells i parents) \| \| \| \| |
|             | \| \| Crurotarsi (crocodils i parents) \| \| \| \| \| \| Avemetatarsalia (dinosaures, pterosaures, ocells i parents) \| \| \| \| |
|             | Crurotarsi (crocodils i parents)                                                                                                 |
|             | |
|             | Avemetatarsalia (dinosaures, pterosaures, ocells i parents)                                                                      |
|             | |

|  | Crurotarsi (crocodils i parents)                            |
|  |                                                             |
|  | Avemetatarsalia (dinosaures, pterosaures, ocells i parents) |
|  |                                                             |

|             | Yonghesuchus |
|             | |
| Archosauria | \| \| Crurotarsi (crocodils i parents) \| \| \| \| \| \| Avemetatarsalia (dinosaures, pterosaures, ocells i parents) \| \| \| \| |
|             | \| \| Crurotarsi (crocodils i parents) \| \| \| \| \| \| Avemetatarsalia (dinosaures, pterosaures, ocells i parents) \| \| \| \| |
|             | Crurotarsi (crocodils i parents)                                                                                                 |
|             | |
|             | Avemetatarsalia (dinosaures, pterosaures, ocells i parents)                                                                      |
|             | |

|  | Crurotarsi (crocodils i parents)                            |
|  |                                                             |
|  | Avemetatarsalia (dinosaures, pterosaures, ocells i parents) |
|  |                                                             |

|             | Yonghesuchus |
|             | |
| Archosauria | \| \| Crurotarsi (crocodils i parents) \| \| \| \| \| \| Avemetatarsalia (dinosaures, pterosaures, ocells i parents) \| \| \| \| |
|             | \| \| Crurotarsi (crocodils i parents) \| \| \| \| \| \| Avemetatarsalia (dinosaures, pterosaures, ocells i parents) \| \| \| \| |
|             | Crurotarsi (crocodils i parents)                                                                                                 |
|             | |
|             | Avemetatarsalia (dinosaures, pterosaures, ocells i parents)                                                                      |
|             | |

|  | Crurotarsi (crocodils i parents)                            |
|  |                                                             |
|  | Avemetatarsalia (dinosaures, pterosaures, ocells i parents) |
|  |                                                             |

|             | Yonghesuchus |
|             | |
| Archosauria | \| \| Crurotarsi (crocodils i parents) \| \| \| \| \| \| Avemetatarsalia (dinosaures, pterosaures, ocells i parents) \| \| \| \| |
|             | \| \| Crurotarsi (crocodils i parents) \| \| \| \| \| \| Avemetatarsalia (dinosaures, pterosaures, ocells i parents) \| \| \| \| |
|             | Crurotarsi (crocodils i parents)                                                                                                 |
|             | |
|             | Avemetatarsalia (dinosaures, pterosaures, ocells i parents)                                                                      |
|             | |

|  | Crurotarsi (crocodils i parents)                            |
|  |                                                             |
|  | Avemetatarsalia (dinosaures, pterosaures, ocells i parents) |
|  |                                                             |

|             | Yonghesuchus |
|             | |
| Archosauria | \| \| Crurotarsi (crocodils i parents) \| \| \| \| \| \| Avemetatarsalia (dinosaures, pterosaures, ocells i parents) \| \| \| \| |
|             | \| \| Crurotarsi (crocodils i parents) \| \| \| \| \| \| Avemetatarsalia (dinosaures, pterosaures, ocells i parents) \| \| \| \| |
|             | Crurotarsi (crocodils i parents)                                                                                                 |
|             | |
|             | Avemetatarsalia (dinosaures, pterosaures, ocells i parents)                                                                      |
|             | |

|  | Crurotarsi (crocodils i parents)                            |
|  |                                                             |
|  | Avemetatarsalia (dinosaures, pterosaures, ocells i parents) |
|  |                                                             |

|             | Yonghesuchus |
|             | |
| Archosauria | \| \| Crurotarsi (crocodils i parents) \| \| \| \| \| \| Avemetatarsalia (dinosaures, pterosaures, ocells i parents) \| \| \| \| |
|             | \| \| Crurotarsi (crocodils i parents) \| \| \| \| \| \| Avemetatarsalia (dinosaures, pterosaures, ocells i parents) \| \| \| \| |
|             | Crurotarsi (crocodils i parents)                                                                                                 |
|             | |
|             | Avemetatarsalia (dinosaures, pterosaures, ocells i parents)                                                                      |
|             | |

|  | Crurotarsi (crocodils i parents)                            |
|  |                                                             |
|  | Avemetatarsalia (dinosaures, pterosaures, ocells i parents) |
|  |                                                             |

|             | Yonghesuchus |
|             | |
| Archosauria | \| \| Crurotarsi (crocodils i parents) \| \| \| \| \| \| Avemetatarsalia (dinosaures, pterosaures, ocells i parents) \| \| \| \| |
|             | \| \| Crurotarsi (crocodils i parents) \| \| \| \| \| \| Avemetatarsalia (dinosaures, pterosaures, ocells i parents) \| \| \| \| |
|             | Crurotarsi (crocodils i parents)                                                                                                 |
|             | |
|             | Avemetatarsalia (dinosaures, pterosaures, ocells i parents)                                                                      |
|             | |

|  | Crurotarsi (crocodils i parents)                            |
|  |                                                             |
|  | Avemetatarsalia (dinosaures, pterosaures, ocells i parents) |
|  |                                                             |

|             | Yonghesuchus |
|             | |
| Archosauria | \| \| Crurotarsi (crocodils i parents) \| \| \| \| \| \| Avemetatarsalia (dinosaures, pterosaures, ocells i parents) \| \| \| \| |
|             | \| \| Crurotarsi (crocodils i parents) \| \| \| \| \| \| Avemetatarsalia (dinosaures, pterosaures, ocells i parents) \| \| \| \| |
|             | Crurotarsi (crocodils i parents)                                                                                                 |
|             | |
|             | Avemetatarsalia (dinosaures, pterosaures, ocells i parents)                                                                      |
|             | |

|  | Crurotarsi (crocodils i parents)                            |
|  |                                                             |
|  | Avemetatarsalia (dinosaures, pterosaures, ocells i parents) |
|  |                                                             |

|             | Yonghesuchus |
|             | |
| Archosauria | \| \| Crurotarsi (crocodils i parents) \| \| \| \| \| \| Avemetatarsalia (dinosaures, pterosaures, ocells i parents) \| \| \| \| |
|             | \| \| Crurotarsi (crocodils i parents) \| \| \| \| \| \| Avemetatarsalia (dinosaures, pterosaures, ocells i parents) \| \| \| \| |
|             | Crurotarsi (crocodils i parents)                                                                                                 |
|             | |
|             | Avemetatarsalia (dinosaures, pterosaures, ocells i parents)                                                                      |
|             | |

|  | Crurotarsi (crocodils i parents)                            |
|  |                                                             |
|  | Avemetatarsalia (dinosaures, pterosaures, ocells i parents) |
|  |                                                             |

|             | Yonghesuchus |
|             | |
| Archosauria | \| \| Crurotarsi (crocodils i parents) \| \| \| \| \| \| Avemetatarsalia (dinosaures, pterosaures, ocells i parents) \| \| \| \| |
|             | \| \| Crurotarsi (crocodils i parents) \| \| \| \| \| \| Avemetatarsalia (dinosaures, pterosaures, ocells i parents) \| \| \| \| |
|             | Crurotarsi (crocodils i parents)                                                                                                 |
|             | |
|             | Avemetatarsalia (dinosaures, pterosaures, ocells i parents)                                                                      |
|             | |

|  | Crurotarsi (crocodils i parents)                            |
|  |                                                             |
|  | Avemetatarsalia (dinosaures, pterosaures, ocells i parents) |
|  |                                                             |

|             | Yonghesuchus |
|             | |
| Archosauria | \| \| Crurotarsi (crocodils i parents) \| \| \| \| \| \| Avemetatarsalia (dinosaures, pterosaures, ocells i parents) \| \| \| \| |
|             | \| \| Crurotarsi (crocodils i parents) \| \| \| \| \| \| Avemetatarsalia (dinosaures, pterosaures, ocells i parents) \| \| \| \| |
|             | Crurotarsi (crocodils i parents)                                                                                                 |
|             | |
|             | Avemetatarsalia (dinosaures, pterosaures, ocells i parents)                                                                      |
|             | |

|  | Crurotarsi (crocodils i parents)                            |
|  |                                                             |
|  | Avemetatarsalia (dinosaures, pterosaures, ocells i parents) |
|  |                                                             |

|             | Yonghesuchus |
|             | |
| Archosauria | \| \| Crurotarsi (crocodils i parents) \| \| \| \| \| \| Avemetatarsalia (dinosaures, pterosaures, ocells i parents) \| \| \| \| |
|             | \| \| Crurotarsi (crocodils i parents) \| \| \| \| \| \| Avemetatarsalia (dinosaures, pterosaures, ocells i parents) \| \| \| \| |
|             | Crurotarsi (crocodils i parents)                                                                                                 |
|             | |
|             | Avemetatarsalia (dinosaures, pterosaures, ocells i parents)                                                                      |
|             | |

|  | Crurotarsi (crocodils i parents)                            |
|  |                                                             |
|  | Avemetatarsalia (dinosaures, pterosaures, ocells i parents) |
|  |                                                             |

|             | Yonghesuchus |
|             | |
| Archosauria | \| \| Crurotarsi (crocodils i parents) \| \| \| \| \| \| Avemetatarsalia (dinosaures, pterosaures, ocells i parents) \| \| \| \| |
|             | \| \| Crurotarsi (crocodils i parents) \| \| \| \| \| \| Avemetatarsalia (dinosaures, pterosaures, ocells i parents) \| \| \| \| |
|             | Crurotarsi (crocodils i parents)                                                                                                 |
|             | |
|             | Avemetatarsalia (dinosaures, pterosaures, ocells i parents)                                                                      |
|             | |

|  | Crurotarsi (crocodils i parents)                            |
|  |                                                             |
|  | Avemetatarsalia (dinosaures, pterosaures, ocells i parents) |
|  |                                                             |

|             | Yonghesuchus |
|             | |
| Archosauria | \| \| Crurotarsi (crocodils i parents) \| \| \| \| \| \| Avemetatarsalia (dinosaures, pterosaures, ocells i parents) \| \| \| \| |
|             | \| \| Crurotarsi (crocodils i parents) \| \| \| \| \| \| Avemetatarsalia (dinosaures, pterosaures, ocells i parents) \| \| \| \| |
|             | Crurotarsi (crocodils i parents)                                                                                                 |
|             | |
|             | Avemetatarsalia (dinosaures, pterosaures, ocells i parents)                                                                      |
|             | |

|  | Crurotarsi (crocodils i parents)                            |
|  |                                                             |
|  | Avemetatarsalia (dinosaures, pterosaures, ocells i parents) |
|  |                                                             |

|             | Yonghesuchus |
|             | |
| Archosauria | \| \| Crurotarsi (crocodils i parents) \| \| \| \| \| \| Avemetatarsalia (dinosaures, pterosaures, ocells i parents) \| \| \| \| |
|             | \| \| Crurotarsi (crocodils i parents) \| \| \| \| \| \| Avemetatarsalia (dinosaures, pterosaures, ocells i parents) \| \| \| \| |
|             | Crurotarsi (crocodils i parents)                                                                                                 |
|             | |
|             | Avemetatarsalia (dinosaures, pterosaures, ocells i parents)                                                                      |
|             | |

|  | Crurotarsi (crocodils i parents)                            |
|  |                                                             |
|  | Avemetatarsalia (dinosaures, pterosaures, ocells i parents) |
|  |                                                             |

|             | Yonghesuchus |
|             | |
| Archosauria | \| \| Crurotarsi (crocodils i parents) \| \| \| \| \| \| Avemetatarsalia (dinosaures, pterosaures, ocells i parents) \| \| \| \| |
|             | \| \| Crurotarsi (crocodils i parents) \| \| \| \| \| \| Avemetatarsalia (dinosaures, pterosaures, ocells i parents) \| \| \| \| |
|             | Crurotarsi (crocodils i parents)                                                                                                 |
|             | |
|             | Avemetatarsalia (dinosaures, pterosaures, ocells i parents)                                                                      |
|             | |

|  | Crurotarsi (crocodils i parents)                            |
|  |                                                             |
|  | Avemetatarsalia (dinosaures, pterosaures, ocells i parents) |
|  |                                                             |

|             | Yonghesuchus |
|             | |
| Archosauria | \| \| Crurotarsi (crocodils i parents) \| \| \| \| \| \| Avemetatarsalia (dinosaures, pterosaures, ocells i parents) \| \| \| \| |
|             | \| \| Crurotarsi (crocodils i parents) \| \| \| \| \| \| Avemetatarsalia (dinosaures, pterosaures, ocells i parents) \| \| \| \| |
|             | Crurotarsi (crocodils i parents)                                                                                                 |
|             | |
|             | Avemetatarsalia (dinosaures, pterosaures, ocells i parents)                                                                      |
|             | |

|  | Crurotarsi (crocodils i parents)                            |
|  |                                                             |
|  | Avemetatarsalia (dinosaures, pterosaures, ocells i parents) |
|  |                                                             |

|             | Yonghesuchus |
|             | |
| Archosauria | \| \| Crurotarsi (crocodils i parents) \| \| \| \| \| \| Avemetatarsalia (dinosaures, pterosaures, ocells i parents) \| \| \| \| |
|             | \| \| Crurotarsi (crocodils i parents) \| \| \| \| \| \| Avemetatarsalia (dinosaures, pterosaures, ocells i parents) \| \| \| \| |
|             | Crurotarsi (crocodils i parents)                                                                                                 |
|             | |
|             | Avemetatarsalia (dinosaures, pterosaures, ocells i parents)                                                                      |
|             | |

|  | Crurotarsi (crocodils i parents)                            |
|  |                                                             |
|  | Avemetatarsalia (dinosaures, pterosaures, ocells i parents) |
|  |                                                             |

|             | Yonghesuchus |
|             | |
| Archosauria | \| \| Crurotarsi (crocodils i parents) \| \| \| \| \| \| Avemetatarsalia (dinosaures, pterosaures, ocells i parents) \| \| \| \| |
|             | \| \| Crurotarsi (crocodils i parents) \| \| \| \| \| \| Avemetatarsalia (dinosaures, pterosaures, ocells i parents) \| \| \| \| |
|             | Crurotarsi (crocodils i parents)                                                                                                 |
|             | |
|             | Avemetatarsalia (dinosaures, pterosaures, ocells i parents)                                                                      |
|             | |

|  | Crurotarsi (crocodils i parents)                            |
|  |                                                             |
|  | Avemetatarsalia (dinosaures, pterosaures, ocells i parents) |
|  |                                                             |

|             | Yonghesuchus |
|             | |
| Archosauria | \| \| Crurotarsi (crocodils i parents) \| \| \| \| \| \| Avemetatarsalia (dinosaures, pterosaures, ocells i parents) \| \| \| \| |
|             | \| \| Crurotarsi (crocodils i parents) \| \| \| \| \| \| Avemetatarsalia (dinosaures, pterosaures, ocells i parents) \| \| \| \| |
|             | Crurotarsi (crocodils i parents)                                                                                                 |
|             | |
|             | Avemetatarsalia (dinosaures, pterosaures, ocells i parents)                                                                      |
|             | |

|  | Crurotarsi (crocodils i parents)                            |
|  |                                                             |
|  | Avemetatarsalia (dinosaures, pterosaures, ocells i parents) |
|  |                                                             |

|             | Yonghesuchus |
|             | |
| Archosauria | \| \| Crurotarsi (crocodils i parents) \| \| \| \| \| \| Avemetatarsalia (dinosaures, pterosaures, ocells i parents) \| \| \| \| |
|             | \| \| Crurotarsi (crocodils i parents) \| \| \| \| \| \| Avemetatarsalia (dinosaures, pterosaures, ocells i parents) \| \| \| \| |
|             | Crurotarsi (crocodils i parents)                                                                                                 |
|             | |
|             | Avemetatarsalia (dinosaures, pterosaures, ocells i parents)                                                                      |
|             | |

|  | Crurotarsi (crocodils i parents)                            |
|  |                                                             |
|  | Avemetatarsalia (dinosaures, pterosaures, ocells i parents) |
|  |                                                             |

|             | Yonghesuchus |
|             | |
| Archosauria | \| \| Crurotarsi (crocodils i parents) \| \| \| \| \| \| Avemetatarsalia (dinosaures, pterosaures, ocells i parents) \| \| \| \| |
|             | \| \| Crurotarsi (crocodils i parents) \| \| \| \| \| \| Avemetatarsalia (dinosaures, pterosaures, ocells i parents) \| \| \| \| |
|             | Crurotarsi (crocodils i parents)                                                                                                 |
|             | |
|             | Avemetatarsalia (dinosaures, pterosaures, ocells i parents)                                                                      |
|             | |

|  | Crurotarsi (crocodils i parents)                            |
|  |                                                             |
|  | Avemetatarsalia (dinosaures, pterosaures, ocells i parents) |
|  |                                                             |

|             | Yonghesuchus |
|             | |
| Archosauria | \| \| Crurotarsi (crocodils i parents) \| \| \| \| \| \| Avemetatarsalia (dinosaures, pterosaures, ocells i parents) \| \| \| \| |
|             | \| \| Crurotarsi (crocodils i parents) \| \| \| \| \| \| Avemetatarsalia (dinosaures, pterosaures, ocells i parents) \| \| \| \| |
|             | Crurotarsi (crocodils i parents)                                                                                                 |
|             | |
|             | Avemetatarsalia (dinosaures, pterosaures, ocells i parents)                                                                      |
|             | |

|  | Crurotarsi (crocodils i parents)                            |
|  |                                                             |
|  | Avemetatarsalia (dinosaures, pterosaures, ocells i parents) |
|  |                                                             |

|             | Yonghesuchus |
|             | |
| Archosauria | \| \| Crurotarsi (crocodils i parents) \| \| \| \| \| \| Avemetatarsalia (dinosaures, pterosaures, ocells i parents) \| \| \| \| |
|             | \| \| Crurotarsi (crocodils i parents) \| \| \| \| \| \| Avemetatarsalia (dinosaures, pterosaures, ocells i parents) \| \| \| \| |
|             | Crurotarsi (crocodils i parents)                                                                                                 |
|             | |
|             | Avemetatarsalia (dinosaures, pterosaures, ocells i parents)                                                                      |
|             | |

|  | Crurotarsi (crocodils i parents)                            |
|  |                                                             |
|  | Avemetatarsalia (dinosaures, pterosaures, ocells i parents) |
|  |                                                             |

|             | Yonghesuchus |
|             | |
| Archosauria | \| \| Crurotarsi (crocodils i parents) \| \| \| \| \| \| Avemetatarsalia (dinosaures, pterosaures, ocells i parents) \| \| \| \| |
|             | \| \| Crurotarsi (crocodils i parents) \| \| \| \| \| \| Avemetatarsalia (dinosaures, pterosaures, ocells i parents) \| \| \| \| |
|             | Crurotarsi (crocodils i parents)                                                                                                 |
|             | |
|             | Avemetatarsalia (dinosaures, pterosaures, ocells i parents)                                                                      |
|             | |

|  | Crurotarsi (crocodils i parents)                            |
|  |                                                             |
|  | Avemetatarsalia (dinosaures, pterosaures, ocells i parents) |
|  |                                                             |

|             | Yonghesuchus |
|             | |
| Archosauria | \| \| Crurotarsi (crocodils i parents) \| \| \| \| \| \| Avemetatarsalia (dinosaures, pterosaures, ocells i parents) \| \| \| \| |
|             | \| \| Crurotarsi (crocodils i parents) \| \| \| \| \| \| Avemetatarsalia (dinosaures, pterosaures, ocells i parents) \| \| \| \| |
|             | Crurotarsi (crocodils i parents)                                                                                                 |
|             | |
|             | Avemetatarsalia (dinosaures, pterosaures, ocells i parents)                                                                      |
|             | |

|  | Crurotarsi (crocodils i parents)                            |
|  |                                                             |
|  | Avemetatarsalia (dinosaures, pterosaures, ocells i parents) |
|  |                                                             |

|             | Yonghesuchus |
|             | |
| Archosauria | \| \| Crurotarsi (crocodils i parents) \| \| \| \| \| \| Avemetatarsalia (dinosaures, pterosaures, ocells i parents) \| \| \| \| |
|             | \| \| Crurotarsi (crocodils i parents) \| \| \| \| \| \| Avemetatarsalia (dinosaures, pterosaures, ocells i parents) \| \| \| \| |
|             | Crurotarsi (crocodils i parents)                                                                                                 |
|             | |
|             | Avemetatarsalia (dinosaures, pterosaures, ocells i parents)                                                                      |
|             | |

|  | Crurotarsi (crocodils i parents)                            |
|  |                                                             |
|  | Avemetatarsalia (dinosaures, pterosaures, ocells i parents) |
|  |                                                             |

|             | Yonghesuchus |
|             | |
| Archosauria | \| \| Crurotarsi (crocodils i parents) \| \| \| \| \| \| Avemetatarsalia (dinosaures, pterosaures, ocells i parents) \| \| \| \| |
|             | \| \| Crurotarsi (crocodils i parents) \| \| \| \| \| \| Avemetatarsalia (dinosaures, pterosaures, ocells i parents) \| \| \| \| |
|             | Crurotarsi (crocodils i parents)                                                                                                 |
|             | |
|             | Avemetatarsalia (dinosaures, pterosaures, ocells i parents)                                                                      |
|             | |

|  | Crurotarsi (crocodils i parents)                            |
|  |                                                             |
|  | Avemetatarsalia (dinosaures, pterosaures, ocells i parents) |
|  |                                                             |

|             | Yonghesuchus |
|             | |
| Archosauria | \| \| Crurotarsi (crocodils i parents) \| \| \| \| \| \| Avemetatarsalia (dinosaures, pterosaures, ocells i parents) \| \| \| \| |
|             | \| \| Crurotarsi (crocodils i parents) \| \| \| \| \| \| Avemetatarsalia (dinosaures, pterosaures, ocells i parents) \| \| \| \| |
|             | Crurotarsi (crocodils i parents)                                                                                                 |
|             | |
|             | Avemetatarsalia (dinosaures, pterosaures, ocells i parents)                                                                      |
|             | |

|  | Crurotarsi (crocodils i parents)                            |
|  |                                                             |
|  | Avemetatarsalia (dinosaures, pterosaures, ocells i parents) |
|  |                                                             |

|             | Yonghesuchus |
|             | |
| Archosauria | \| \| Crurotarsi (crocodils i parents) \| \| \| \| \| \| Avemetatarsalia (dinosaures, pterosaures, ocells i parents) \| \| \| \| |
|             | \| \| Crurotarsi (crocodils i parents) \| \| \| \| \| \| Avemetatarsalia (dinosaures, pterosaures, ocells i parents) \| \| \| \| |
|             | Crurotarsi (crocodils i parents)                                                                                                 |
|             | |
|             | Avemetatarsalia (dinosaures, pterosaures, ocells i parents)                                                                      |
|             | |

|  | Crurotarsi (crocodils i parents)                            |
|  |                                                             |
|  | Avemetatarsalia (dinosaures, pterosaures, ocells i parents) |
|  |                                                             |

|             | Yonghesuchus |
|             | |
| Archosauria | \| \| Crurotarsi (crocodils i parents) \| \| \| \| \| \| Avemetatarsalia (dinosaures, pterosaures, ocells i parents) \| \| \| \| |
|             | \| \| Crurotarsi (crocodils i parents) \| \| \| \| \| \| Avemetatarsalia (dinosaures, pterosaures, ocells i parents) \| \| \| \| |
|             | Crurotarsi (crocodils i parents)                                                                                                 |
|             | |
|             | Avemetatarsalia (dinosaures, pterosaures, ocells i parents)                                                                      |
|             | |

|  | Crurotarsi (crocodils i parents)                            |
|  |                                                             |
|  | Avemetatarsalia (dinosaures, pterosaures, ocells i parents) |
|  |                                                             |

|             | Yonghesuchus |
|             | |
| Archosauria | \| \| Crurotarsi (crocodils i parents) \| \| \| \| \| \| Avemetatarsalia (dinosaures, pterosaures, ocells i parents) \| \| \| \| |
|             | \| \| Crurotarsi (crocodils i parents) \| \| \| \| \| \| Avemetatarsalia (dinosaures, pterosaures, ocells i parents) \| \| \| \| |
|             | Crurotarsi (crocodils i parents)                                                                                                 |
|             | |
|             | Avemetatarsalia (dinosaures, pterosaures, ocells i parents)                                                                      |
|             | |

|  | Crurotarsi (crocodils i parents)                            |
|  |                                                             |
|  | Avemetatarsalia (dinosaures, pterosaures, ocells i parents) |
|  |                                                             |

|             | Yonghesuchus |
|             | |
| Archosauria | \| \| Crurotarsi (crocodils i parents) \| \| \| \| \| \| Avemetatarsalia (dinosaures, pterosaures, ocells i parents) \| \| \| \| |
|             | \| \| Crurotarsi (crocodils i parents) \| \| \| \| \| \| Avemetatarsalia (dinosaures, pterosaures, ocells i parents) \| \| \| \| |
|             | Crurotarsi (crocodils i parents)                                                                                                 |
|             | |
|             | Avemetatarsalia (dinosaures, pterosaures, ocells i parents)                                                                      |
|             | |

|  | Crurotarsi (crocodils i parents)                            |
|  |                                                             |
|  | Avemetatarsalia (dinosaures, pterosaures, ocells i parents) |
|  |                                                             |

|             | Yonghesuchus |
|             | |
| Archosauria | \| \| Crurotarsi (crocodils i parents) \| \| \| \| \| \| Avemetatarsalia (dinosaures, pterosaures, ocells i parents) \| \| \| \| |
|             | \| \| Crurotarsi (crocodils i parents) \| \| \| \| \| \| Avemetatarsalia (dinosaures, pterosaures, ocells i parents) \| \| \| \| |
|             | Crurotarsi (crocodils i parents)                                                                                                 |
|             | |
|             | Avemetatarsalia (dinosaures, pterosaures, ocells i parents)                                                                      |
|             | |

|  | Crurotarsi (crocodils i parents)                            |
|  |                                                             |
|  | Avemetatarsalia (dinosaures, pterosaures, ocells i parents) |
|  |                                                             |

|             | Yonghesuchus |
|             | |
| Archosauria | \| \| Crurotarsi (crocodils i parents) \| \| \| \| \| \| Avemetatarsalia (dinosaures, pterosaures, ocells i parents) \| \| \| \| |
|             | \| \| Crurotarsi (crocodils i parents) \| \| \| \| \| \| Avemetatarsalia (dinosaures, pterosaures, ocells i parents) \| \| \| \| |
|             | Crurotarsi (crocodils i parents)                                                                                                 |
|             | |
|             | Avemetatarsalia (dinosaures, pterosaures, ocells i parents)                                                                      |
|             | |

|  | Crurotarsi (crocodils i parents)                            |
|  |                                                             |
|  | Avemetatarsalia (dinosaures, pterosaures, ocells i parents) |
|  |                                                             |

|             | Yonghesuchus |
|             | |
| Archosauria | \| \| Crurotarsi (crocodils i parents) \| \| \| \| \| \| Avemetatarsalia (dinosaures, pterosaures, ocells i parents) \| \| \| \| |
|             | \| \| Crurotarsi (crocodils i parents) \| \| \| \| \| \| Avemetatarsalia (dinosaures, pterosaures, ocells i parents) \| \| \| \| |
|             | Crurotarsi (crocodils i parents)                                                                                                 |
|             | |
|             | Avemetatarsalia (dinosaures, pterosaures, ocells i parents)                                                                      |
|             | |

|  | Crurotarsi (crocodils i parents)                            |
|  |                                                             |
|  | Avemetatarsalia (dinosaures, pterosaures, ocells i parents) |
|  |                                                             |

|             | Yonghesuchus |
|             | |
| Archosauria | \| \| Crurotarsi (crocodils i parents) \| \| \| \| \| \| Avemetatarsalia (dinosaures, pterosaures, ocells i parents) \| \| \| \| |
|             | \| \| Crurotarsi (crocodils i parents) \| \| \| \| \| \| Avemetatarsalia (dinosaures, pterosaures, ocells i parents) \| \| \| \| |
|             | Crurotarsi (crocodils i parents)                                                                                                 |
|             | |
|             | Avemetatarsalia (dinosaures, pterosaures, ocells i parents)                                                                      |
|             | |

|  | Crurotarsi (crocodils i parents)                            |
|  |                                                             |
|  | Avemetatarsalia (dinosaures, pterosaures, ocells i parents) |
|  |                                                             |

|             | Yonghesuchus |
|             | |
| Archosauria | \| \| Crurotarsi (crocodils i parents) \| \| \| \| \| \| Avemetatarsalia (dinosaures, pterosaures, ocells i parents) \| \| \| \| |
|             | \| \| Crurotarsi (crocodils i parents) \| \| \| \| \| \| Avemetatarsalia (dinosaures, pterosaures, ocells i parents) \| \| \| \| |
|             | Crurotarsi (crocodils i parents)                                                                                                 |
|             | |
|             | Avemetatarsalia (dinosaures, pterosaures, ocells i parents)                                                                      |
|             | |

|  | Crurotarsi (crocodils i parents)                            |
|  |                                                             |
|  | Avemetatarsalia (dinosaures, pterosaures, ocells i parents) |
|  |                                                             |

|             | Yonghesuchus |
|             | |
| Archosauria | \| \| Crurotarsi (crocodils i parents) \| \| \| \| \| \| Avemetatarsalia (dinosaures, pterosaures, ocells i parents) \| \| \| \| |
|             | \| \| Crurotarsi (crocodils i parents) \| \| \| \| \| \| Avemetatarsalia (dinosaures, pterosaures, ocells i parents) \| \| \| \| |
|             | Crurotarsi (crocodils i parents)                                                                                                 |
|             | |
|             | Avemetatarsalia (dinosaures, pterosaures, ocells i parents)                                                                      |
|             | |

|  | Crurotarsi (crocodils i parents)                            |
|  |                                                             |
|  | Avemetatarsalia (dinosaures, pterosaures, ocells i parents) |
|  |                                                             |

|  | Rhynchosauria                                                    |
|  |                                                                  |
|  | \| \| ?Teraterpeton \| \| \| \| \| \| Trilophosauria \| \| \| \| |
|  |                                                                  |
|  | ?Teraterpeton                                                    |
|  |                                                                  |
|  | Trilophosauria                                                   |
|  |                                                                  |

|  | ?Teraterpeton  |
|  |                |
|  | Trilophosauria |
|  |                |

|             | Yonghesuchus |
|             | |
| Archosauria | \| \| Crurotarsi (crocodils i parents) \| \| \| \| \| \| Avemetatarsalia (dinosaures, pterosaures, ocells i parents) \| \| \| \| |
|             | \| \| Crurotarsi (crocodils i parents) \| \| \| \| \| \| Avemetatarsalia (dinosaures, pterosaures, ocells i parents) \| \| \| \| |
|             | Crurotarsi (crocodils i parents)                                                                                                 |
|             | |
|             | Avemetatarsalia (dinosaures, pterosaures, ocells i parents)                                                                      |
|             | |

|  | Crurotarsi (crocodils i parents)                            |
|  |                                                             |
|  | Avemetatarsalia (dinosaures, pterosaures, ocells i parents) |
|  |                                                             |

|             | Yonghesuchus |
|             | |
| Archosauria | \| \| Crurotarsi (crocodils i parents) \| \| \| \| \| \| Avemetatarsalia (dinosaures, pterosaures, ocells i parents) \| \| \| \| |
|             | \| \| Crurotarsi (crocodils i parents) \| \| \| \| \| \| Avemetatarsalia (dinosaures, pterosaures, ocells i parents) \| \| \| \| |
|             | Crurotarsi (crocodils i parents)                                                                                                 |
|             | |
|             | Avemetatarsalia (dinosaures, pterosaures, ocells i parents)                                                                      |
|             | |

|  | Crurotarsi (crocodils i parents)                            |
|  |                                                             |
|  | Avemetatarsalia (dinosaures, pterosaures, ocells i parents) |
|  |                                                             |

|             | Yonghesuchus |
|             | |
| Archosauria | \| \| Crurotarsi (crocodils i parents) \| \| \| \| \| \| Avemetatarsalia (dinosaures, pterosaures, ocells i parents) \| \| \| \| |
|             | \| \| Crurotarsi (crocodils i parents) \| \| \| \| \| \| Avemetatarsalia (dinosaures, pterosaures, ocells i parents) \| \| \| \| |
|             | Crurotarsi (crocodils i parents)                                                                                                 |
|             | |
|             | Avemetatarsalia (dinosaures, pterosaures, ocells i parents)                                                                      |
|             | |

|  | Crurotarsi (crocodils i parents)                            |
|  |                                                             |
|  | Avemetatarsalia (dinosaures, pterosaures, ocells i parents) |
|  |                                                             |

|             | Yonghesuchus |
|             | |
| Archosauria | \| \| Crurotarsi (crocodils i parents) \| \| \| \| \| \| Avemetatarsalia (dinosaures, pterosaures, ocells i parents) \| \| \| \| |
|             | \| \| Crurotarsi (crocodils i parents) \| \| \| \| \| \| Avemetatarsalia (dinosaures, pterosaures, ocells i parents) \| \| \| \| |
|             | Crurotarsi (crocodils i parents)                                                                                                 |
|             | |
|             | Avemetatarsalia (dinosaures, pterosaures, ocells i parents)                                                                      |
|             | |

|  | Crurotarsi (crocodils i parents)                            |
|  |                                                             |
|  | Avemetatarsalia (dinosaures, pterosaures, ocells i parents) |
|  |                                                             |

|             | Yonghesuchus |
|             | |
| Archosauria | \| \| Crurotarsi (crocodils i parents) \| \| \| \| \| \| Avemetatarsalia (dinosaures, pterosaures, ocells i parents) \| \| \| \| |
|             | \| \| Crurotarsi (crocodils i parents) \| \| \| \| \| \| Avemetatarsalia (dinosaures, pterosaures, ocells i parents) \| \| \| \| |
|             | Crurotarsi (crocodils i parents)                                                                                                 |
|             | |
|             | Avemetatarsalia (dinosaures, pterosaures, ocells i parents)                                                                      |
|             | |

|  | Crurotarsi (crocodils i parents)                            |
|  |                                                             |
|  | Avemetatarsalia (dinosaures, pterosaures, ocells i parents) |
|  |                                                             |

|             | Yonghesuchus |
|             | |
| Archosauria | \| \| Crurotarsi (crocodils i parents) \| \| \| \| \| \| Avemetatarsalia (dinosaures, pterosaures, ocells i parents) \| \| \| \| |
|             | \| \| Crurotarsi (crocodils i parents) \| \| \| \| \| \| Avemetatarsalia (dinosaures, pterosaures, ocells i parents) \| \| \| \| |
|             | Crurotarsi (crocodils i parents)                                                                                                 |
|             | |
|             | Avemetatarsalia (dinosaures, pterosaures, ocells i parents)                                                                      |
|             | |

|  | Crurotarsi (crocodils i parents)                            |
|  |                                                             |
|  | Avemetatarsalia (dinosaures, pterosaures, ocells i parents) |
|  |                                                             |

|             | Yonghesuchus |
|             | |
| Archosauria | \| \| Crurotarsi (crocodils i parents) \| \| \| \| \| \| Avemetatarsalia (dinosaures, pterosaures, ocells i parents) \| \| \| \| |
|             | \| \| Crurotarsi (crocodils i parents) \| \| \| \| \| \| Avemetatarsalia (dinosaures, pterosaures, ocells i parents) \| \| \| \| |
|             | Crurotarsi (crocodils i parents)                                                                                                 |
|             | |
|             | Avemetatarsalia (dinosaures, pterosaures, ocells i parents)                                                                      |
|             | |

|  | Crurotarsi (crocodils i parents)                            |
|  |                                                             |
|  | Avemetatarsalia (dinosaures, pterosaures, ocells i parents) |
|  |                                                             |

|             | Yonghesuchus |
|             | |
| Archosauria | \| \| Crurotarsi (crocodils i parents) \| \| \| \| \| \| Avemetatarsalia (dinosaures, pterosaures, ocells i parents) \| \| \| \| |
|             | \| \| Crurotarsi (crocodils i parents) \| \| \| \| \| \| Avemetatarsalia (dinosaures, pterosaures, ocells i parents) \| \| \| \| |
|             | Crurotarsi (crocodils i parents)                                                                                                 |
|             | |
|             | Avemetatarsalia (dinosaures, pterosaures, ocells i parents)                                                                      |
|             | |

|  | Crurotarsi (crocodils i parents)                            |
|  |                                                             |
|  | Avemetatarsalia (dinosaures, pterosaures, ocells i parents) |
|  |                                                             |

|             | Yonghesuchus |
|             | |
| Archosauria | \| \| Crurotarsi (crocodils i parents) \| \| \| \| \| \| Avemetatarsalia (dinosaures, pterosaures, ocells i parents) \| \| \| \| |
|             | \| \| Crurotarsi (crocodils i parents) \| \| \| \| \| \| Avemetatarsalia (dinosaures, pterosaures, ocells i parents) \| \| \| \| |
|             | Crurotarsi (crocodils i parents)                                                                                                 |
|             | |
|             | Avemetatarsalia (dinosaures, pterosaures, ocells i parents)                                                                      |
|             | |

|  | Crurotarsi (crocodils i parents)                            |
|  |                                                             |
|  | Avemetatarsalia (dinosaures, pterosaures, ocells i parents) |
|  |                                                             |

|             | Yonghesuchus |
|             | |
| Archosauria | \| \| Crurotarsi (crocodils i parents) \| \| \| \| \| \| Avemetatarsalia (dinosaures, pterosaures, ocells i parents) \| \| \| \| |
|             | \| \| Crurotarsi (crocodils i parents) \| \| \| \| \| \| Avemetatarsalia (dinosaures, pterosaures, ocells i parents) \| \| \| \| |
|             | Crurotarsi (crocodils i parents)                                                                                                 |
|             | |
|             | Avemetatarsalia (dinosaures, pterosaures, ocells i parents)                                                                      |
|             | |

|  | Crurotarsi (crocodils i parents)                            |
|  |                                                             |
|  | Avemetatarsalia (dinosaures, pterosaures, ocells i parents) |
|  |                                                             |

|             | Yonghesuchus |
|             | |
| Archosauria | \| \| Crurotarsi (crocodils i parents) \| \| \| \| \| \| Avemetatarsalia (dinosaures, pterosaures, ocells i parents) \| \| \| \| |
|             | \| \| Crurotarsi (crocodils i parents) \| \| \| \| \| \| Avemetatarsalia (dinosaures, pterosaures, ocells i parents) \| \| \| \| |
|             | Crurotarsi (crocodils i parents)                                                                                                 |
|             | |
|             | Avemetatarsalia (dinosaures, pterosaures, ocells i parents)                                                                      |
|             | |

|  | Crurotarsi (crocodils i parents)                            |
|  |                                                             |
|  | Avemetatarsalia (dinosaures, pterosaures, ocells i parents) |
|  |                                                             |

|             | Yonghesuchus |
|             | |
| Archosauria | \| \| Crurotarsi (crocodils i parents) \| \| \| \| \| \| Avemetatarsalia (dinosaures, pterosaures, ocells i parents) \| \| \| \| |
|             | \| \| Crurotarsi (crocodils i parents) \| \| \| \| \| \| Avemetatarsalia (dinosaures, pterosaures, ocells i parents) \| \| \| \| |
|             | Crurotarsi (crocodils i parents)                                                                                                 |
|             | |
|             | Avemetatarsalia (dinosaures, pterosaures, ocells i parents)                                                                      |
|             | |

|  | Crurotarsi (crocodils i parents)                            |
|  |                                                             |
|  | Avemetatarsalia (dinosaures, pterosaures, ocells i parents) |
|  |                                                             |

|             | Yonghesuchus |
|             | |
| Archosauria | \| \| Crurotarsi (crocodils i parents) \| \| \| \| \| \| Avemetatarsalia (dinosaures, pterosaures, ocells i parents) \| \| \| \| |
|             | \| \| Crurotarsi (crocodils i parents) \| \| \| \| \| \| Avemetatarsalia (dinosaures, pterosaures, ocells i parents) \| \| \| \| |
|             | Crurotarsi (crocodils i parents)                                                                                                 |
|             | |
|             | Avemetatarsalia (dinosaures, pterosaures, ocells i parents)                                                                      |
|             | |

|  | Crurotarsi (crocodils i parents)                            |
|  |                                                             |
|  | Avemetatarsalia (dinosaures, pterosaures, ocells i parents) |
|  |                                                             |

|             | Yonghesuchus |
|             | |
| Archosauria | \| \| Crurotarsi (crocodils i parents) \| \| \| \| \| \| Avemetatarsalia (dinosaures, pterosaures, ocells i parents) \| \| \| \| |
|             | \| \| Crurotarsi (crocodils i parents) \| \| \| \| \| \| Avemetatarsalia (dinosaures, pterosaures, ocells i parents) \| \| \| \| |
|             | Crurotarsi (crocodils i parents)                                                                                                 |
|             | |
|             | Avemetatarsalia (dinosaures, pterosaures, ocells i parents)                                                                      |
|             | |

|  | Crurotarsi (crocodils i parents)                            |
|  |                                                             |
|  | Avemetatarsalia (dinosaures, pterosaures, ocells i parents) |
|  |                                                             |

|             | Yonghesuchus |
|             | |
| Archosauria | \| \| Crurotarsi (crocodils i parents) \| \| \| \| \| \| Avemetatarsalia (dinosaures, pterosaures, ocells i parents) \| \| \| \| |
|             | \| \| Crurotarsi (crocodils i parents) \| \| \| \| \| \| Avemetatarsalia (dinosaures, pterosaures, ocells i parents) \| \| \| \| |
|             | Crurotarsi (crocodils i parents)                                                                                                 |
|             | |
|             | Avemetatarsalia (dinosaures, pterosaures, ocells i parents)                                                                      |
|             | |

|  | Crurotarsi (crocodils i parents)                            |
|  |                                                             |
|  | Avemetatarsalia (dinosaures, pterosaures, ocells i parents) |
|  |                                                             |

|             | Yonghesuchus |
|             | |
| Archosauria | \| \| Crurotarsi (crocodils i parents) \| \| \| \| \| \| Avemetatarsalia (dinosaures, pterosaures, ocells i parents) \| \| \| \| |
|             | \| \| Crurotarsi (crocodils i parents) \| \| \| \| \| \| Avemetatarsalia (dinosaures, pterosaures, ocells i parents) \| \| \| \| |
|             | Crurotarsi (crocodils i parents)                                                                                                 |
|             | |
|             | Avemetatarsalia (dinosaures, pterosaures, ocells i parents)                                                                      |
|             | |

|  | Crurotarsi (crocodils i parents)                            |
|  |                                                             |
|  | Avemetatarsalia (dinosaures, pterosaures, ocells i parents) |
|  |                                                             |

|             | Yonghesuchus |
|             | |
| Archosauria | \| \| Crurotarsi (crocodils i parents) \| \| \| \| \| \| Avemetatarsalia (dinosaures, pterosaures, ocells i parents) \| \| \| \| |
|             | \| \| Crurotarsi (crocodils i parents) \| \| \| \| \| \| Avemetatarsalia (dinosaures, pterosaures, ocells i parents) \| \| \| \| |
|             | Crurotarsi (crocodils i parents)                                                                                                 |
|             | |
|             | Avemetatarsalia (dinosaures, pterosaures, ocells i parents)                                                                      |
|             | |

|  | Crurotarsi (crocodils i parents)                            |
|  |                                                             |
|  | Avemetatarsalia (dinosaures, pterosaures, ocells i parents) |
|  |                                                             |

|             | Yonghesuchus |
|             | |
| Archosauria | \| \| Crurotarsi (crocodils i parents) \| \| \| \| \| \| Avemetatarsalia (dinosaures, pterosaures, ocells i parents) \| \| \| \| |
|             | \| \| Crurotarsi (crocodils i parents) \| \| \| \| \| \| Avemetatarsalia (dinosaures, pterosaures, ocells i parents) \| \| \| \| |
|             | Crurotarsi (crocodils i parents)                                                                                                 |
|             | |
|             | Avemetatarsalia (dinosaures, pterosaures, ocells i parents)                                                                      |
|             | |

|  | Crurotarsi (crocodils i parents)                            |
|  |                                                             |
|  | Avemetatarsalia (dinosaures, pterosaures, ocells i parents) |
|  |                                                             |

|             | Yonghesuchus |
|             | |
| Archosauria | \| \| Crurotarsi (crocodils i parents) \| \| \| \| \| \| Avemetatarsalia (dinosaures, pterosaures, ocells i parents) \| \| \| \| |
|             | \| \| Crurotarsi (crocodils i parents) \| \| \| \| \| \| Avemetatarsalia (dinosaures, pterosaures, ocells i parents) \| \| \| \| |
|             | Crurotarsi (crocodils i parents)                                                                                                 |
|             | |
|             | Avemetatarsalia (dinosaures, pterosaures, ocells i parents)                                                                      |
|             | |

|  | Crurotarsi (crocodils i parents)                            |
|  |                                                             |
|  | Avemetatarsalia (dinosaures, pterosaures, ocells i parents) |
|  |                                                             |

|             | Yonghesuchus |
|             | |
| Archosauria | \| \| Crurotarsi (crocodils i parents) \| \| \| \| \| \| Avemetatarsalia (dinosaures, pterosaures, ocells i parents) \| \| \| \| |
|             | \| \| Crurotarsi (crocodils i parents) \| \| \| \| \| \| Avemetatarsalia (dinosaures, pterosaures, ocells i parents) \| \| \| \| |
|             | Crurotarsi (crocodils i parents)                                                                                                 |
|             | |
|             | Avemetatarsalia (dinosaures, pterosaures, ocells i parents)                                                                      |
|             | |

|  | Crurotarsi (crocodils i parents)                            |
|  |                                                             |
|  | Avemetatarsalia (dinosaures, pterosaures, ocells i parents) |
|  |                                                             |

|             | Yonghesuchus |
|             | |
| Archosauria | \| \| Crurotarsi (crocodils i parents) \| \| \| \| \| \| Avemetatarsalia (dinosaures, pterosaures, ocells i parents) \| \| \| \| |
|             | \| \| Crurotarsi (crocodils i parents) \| \| \| \| \| \| Avemetatarsalia (dinosaures, pterosaures, ocells i parents) \| \| \| \| |
|             | Crurotarsi (crocodils i parents)                                                                                                 |
|             | |
|             | Avemetatarsalia (dinosaures, pterosaures, ocells i parents)                                                                      |
|             | |

|  | Crurotarsi (crocodils i parents)                            |
|  |                                                             |
|  | Avemetatarsalia (dinosaures, pterosaures, ocells i parents) |
|  |                                                             |

|             | Yonghesuchus |
|             | |
| Archosauria | \| \| Crurotarsi (crocodils i parents) \| \| \| \| \| \| Avemetatarsalia (dinosaures, pterosaures, ocells i parents) \| \| \| \| |
|             | \| \| Crurotarsi (crocodils i parents) \| \| \| \| \| \| Avemetatarsalia (dinosaures, pterosaures, ocells i parents) \| \| \| \| |
|             | Crurotarsi (crocodils i parents)                                                                                                 |
|             | |
|             | Avemetatarsalia (dinosaures, pterosaures, ocells i parents)                                                                      |
|             | |

|  | Crurotarsi (crocodils i parents)                            |
|  |                                                             |
|  | Avemetatarsalia (dinosaures, pterosaures, ocells i parents) |
|  |                                                             |

|             | Yonghesuchus |
|             | |
| Archosauria | \| \| Crurotarsi (crocodils i parents) \| \| \| \| \| \| Avemetatarsalia (dinosaures, pterosaures, ocells i parents) \| \| \| \| |
|             | \| \| Crurotarsi (crocodils i parents) \| \| \| \| \| \| Avemetatarsalia (dinosaures, pterosaures, ocells i parents) \| \| \| \| |
|             | Crurotarsi (crocodils i parents)                                                                                                 |
|             | |
|             | Avemetatarsalia (dinosaures, pterosaures, ocells i parents)                                                                      |
|             | |

|  | Crurotarsi (crocodils i parents)                            |
|  |                                                             |
|  | Avemetatarsalia (dinosaures, pterosaures, ocells i parents) |
|  |                                                             |

|             | Yonghesuchus |
|             | |
| Archosauria | \| \| Crurotarsi (crocodils i parents) \| \| \| \| \| \| Avemetatarsalia (dinosaures, pterosaures, ocells i parents) \| \| \| \| |
|             | \| \| Crurotarsi (crocodils i parents) \| \| \| \| \| \| Avemetatarsalia (dinosaures, pterosaures, ocells i parents) \| \| \| \| |
|             | Crurotarsi (crocodils i parents)                                                                                                 |
|             | |
|             | Avemetatarsalia (dinosaures, pterosaures, ocells i parents)                                                                      |
|             | |

|  | Crurotarsi (crocodils i parents)                            |
|  |                                                             |
|  | Avemetatarsalia (dinosaures, pterosaures, ocells i parents) |
|  |                                                             |

|             | Yonghesuchus |
|             | |
| Archosauria | \| \| Crurotarsi (crocodils i parents) \| \| \| \| \| \| Avemetatarsalia (dinosaures, pterosaures, ocells i parents) \| \| \| \| |
|             | \| \| Crurotarsi (crocodils i parents) \| \| \| \| \| \| Avemetatarsalia (dinosaures, pterosaures, ocells i parents) \| \| \| \| |
|             | Crurotarsi (crocodils i parents)                                                                                                 |
|             | |
|             | Avemetatarsalia (dinosaures, pterosaures, ocells i parents)                                                                      |
|             | |

|  | Crurotarsi (crocodils i parents)                            |
|  |                                                             |
|  | Avemetatarsalia (dinosaures, pterosaures, ocells i parents) |
|  |                                                             |

|             | Yonghesuchus |
|             | |
| Archosauria | \| \| Crurotarsi (crocodils i parents) \| \| \| \| \| \| Avemetatarsalia (dinosaures, pterosaures, ocells i parents) \| \| \| \| |
|             | \| \| Crurotarsi (crocodils i parents) \| \| \| \| \| \| Avemetatarsalia (dinosaures, pterosaures, ocells i parents) \| \| \| \| |
|             | Crurotarsi (crocodils i parents)                                                                                                 |
|             | |
|             | Avemetatarsalia (dinosaures, pterosaures, ocells i parents)                                                                      |
|             | |

|  | Crurotarsi (crocodils i parents)                            |
|  |                                                             |
|  | Avemetatarsalia (dinosaures, pterosaures, ocells i parents) |
|  |                                                             |

|             | Yonghesuchus |
|             | |
| Archosauria | \| \| Crurotarsi (crocodils i parents) \| \| \| \| \| \| Avemetatarsalia (dinosaures, pterosaures, ocells i parents) \| \| \| \| |
|             | \| \| Crurotarsi (crocodils i parents) \| \| \| \| \| \| Avemetatarsalia (dinosaures, pterosaures, ocells i parents) \| \| \| \| |
|             | Crurotarsi (crocodils i parents)                                                                                                 |
|             | |
|             | Avemetatarsalia (dinosaures, pterosaures, ocells i parents)                                                                      |
|             | |

|  | Crurotarsi (crocodils i parents)                            |
|  |                                                             |
|  | Avemetatarsalia (dinosaures, pterosaures, ocells i parents) |
|  |                                                             |

|             | Yonghesuchus |
|             | |
| Archosauria | \| \| Crurotarsi (crocodils i parents) \| \| \| \| \| \| Avemetatarsalia (dinosaures, pterosaures, ocells i parents) \| \| \| \| |
|             | \| \| Crurotarsi (crocodils i parents) \| \| \| \| \| \| Avemetatarsalia (dinosaures, pterosaures, ocells i parents) \| \| \| \| |
|             | Crurotarsi (crocodils i parents)                                                                                                 |
|             | |
|             | Avemetatarsalia (dinosaures, pterosaures, ocells i parents)                                                                      |
|             | |

|  | Crurotarsi (crocodils i parents)                            |
|  |                                                             |
|  | Avemetatarsalia (dinosaures, pterosaures, ocells i parents) |
|  |                                                             |

|             | Yonghesuchus |
|             | |
| Archosauria | \| \| Crurotarsi (crocodils i parents) \| \| \| \| \| \| Avemetatarsalia (dinosaures, pterosaures, ocells i parents) \| \| \| \| |
|             | \| \| Crurotarsi (crocodils i parents) \| \| \| \| \| \| Avemetatarsalia (dinosaures, pterosaures, ocells i parents) \| \| \| \| |
|             | Crurotarsi (crocodils i parents)                                                                                                 |
|             | |
|             | Avemetatarsalia (dinosaures, pterosaures, ocells i parents)                                                                      |
|             | |

|  | Crurotarsi (crocodils i parents)                            |
|  |                                                             |
|  | Avemetatarsalia (dinosaures, pterosaures, ocells i parents) |
|  |                                                             |

|             | Yonghesuchus |
|             | |
| Archosauria | \| \| Crurotarsi (crocodils i parents) \| \| \| \| \| \| Avemetatarsalia (dinosaures, pterosaures, ocells i parents) \| \| \| \| |
|             | \| \| Crurotarsi (crocodils i parents) \| \| \| \| \| \| Avemetatarsalia (dinosaures, pterosaures, ocells i parents) \| \| \| \| |
|             | Crurotarsi (crocodils i parents)                                                                                                 |
|             | |
|             | Avemetatarsalia (dinosaures, pterosaures, ocells i parents)                                                                      |
|             | |

|  | Crurotarsi (crocodils i parents)                            |
|  |                                                             |
|  | Avemetatarsalia (dinosaures, pterosaures, ocells i parents) |
|  |                                                             |

|             | Yonghesuchus |
|             | |
| Archosauria | \| \| Crurotarsi (crocodils i parents) \| \| \| \| \| \| Avemetatarsalia (dinosaures, pterosaures, ocells i parents) \| \| \| \| |
|             | \| \| Crurotarsi (crocodils i parents) \| \| \| \| \| \| Avemetatarsalia (dinosaures, pterosaures, ocells i parents) \| \| \| \| |
|             | Crurotarsi (crocodils i parents)                                                                                                 |
|             | |
|             | Avemetatarsalia (dinosaures, pterosaures, ocells i parents)                                                                      |
|             | |

|  | Crurotarsi (crocodils i parents)                            |
|  |                                                             |
|  | Avemetatarsalia (dinosaures, pterosaures, ocells i parents) |
|  |                                                             |

|             | Yonghesuchus |
|             | |
| Archosauria | \| \| Crurotarsi (crocodils i parents) \| \| \| \| \| \| Avemetatarsalia (dinosaures, pterosaures, ocells i parents) \| \| \| \| |
|             | \| \| Crurotarsi (crocodils i parents) \| \| \| \| \| \| Avemetatarsalia (dinosaures, pterosaures, ocells i parents) \| \| \| \| |
|             | Crurotarsi (crocodils i parents)                                                                                                 |
|             | |
|             | Avemetatarsalia (dinosaures, pterosaures, ocells i parents)                                                                      |
|             | |

|  | Crurotarsi (crocodils i parents)                            |
|  |                                                             |
|  | Avemetatarsalia (dinosaures, pterosaures, ocells i parents) |
|  |                                                             |

|             | Yonghesuchus |
|             | |
| Archosauria | \| \| Crurotarsi (crocodils i parents) \| \| \| \| \| \| Avemetatarsalia (dinosaures, pterosaures, ocells i parents) \| \| \| \| |
|             | \| \| Crurotarsi (crocodils i parents) \| \| \| \| \| \| Avemetatarsalia (dinosaures, pterosaures, ocells i parents) \| \| \| \| |
|             | Crurotarsi (crocodils i parents)                                                                                                 |
|             | |
|             | Avemetatarsalia (dinosaures, pterosaures, ocells i parents)                                                                      |
|             | |

|  | Crurotarsi (crocodils i parents)                            |
|  |                                                             |
|  | Avemetatarsalia (dinosaures, pterosaures, ocells i parents) |
|  |                                                             |

|             | Yonghesuchus |
|             | |
| Archosauria | \| \| Crurotarsi (crocodils i parents) \| \| \| \| \| \| Avemetatarsalia (dinosaures, pterosaures, ocells i parents) \| \| \| \| |
|             | \| \| Crurotarsi (crocodils i parents) \| \| \| \| \| \| Avemetatarsalia (dinosaures, pterosaures, ocells i parents) \| \| \| \| |
|             | Crurotarsi (crocodils i parents)                                                                                                 |
|             | |
|             | Avemetatarsalia (dinosaures, pterosaures, ocells i parents)                                                                      |
|             | |

|  | Crurotarsi (crocodils i parents)                            |
|  |                                                             |
|  | Avemetatarsalia (dinosaures, pterosaures, ocells i parents) |
|  |                                                             |

|             | Yonghesuchus |
|             | |
| Archosauria | \| \| Crurotarsi (crocodils i parents) \| \| \| \| \| \| Avemetatarsalia (dinosaures, pterosaures, ocells i parents) \| \| \| \| |
|             | \| \| Crurotarsi (crocodils i parents) \| \| \| \| \| \| Avemetatarsalia (dinosaures, pterosaures, ocells i parents) \| \| \| \| |
|             | Crurotarsi (crocodils i parents)                                                                                                 |
|             | |
|             | Avemetatarsalia (dinosaures, pterosaures, ocells i parents)                                                                      |
|             | |

|  | Crurotarsi (crocodils i parents)                            |
|  |                                                             |
|  | Avemetatarsalia (dinosaures, pterosaures, ocells i parents) |
|  |                                                             |

|             | Yonghesuchus |
|             | |
| Archosauria | \| \| Crurotarsi (crocodils i parents) \| \| \| \| \| \| Avemetatarsalia (dinosaures, pterosaures, ocells i parents) \| \| \| \| |
|             | \| \| Crurotarsi (crocodils i parents) \| \| \| \| \| \| Avemetatarsalia (dinosaures, pterosaures, ocells i parents) \| \| \| \| |
|             | Crurotarsi (crocodils i parents)                                                                                                 |
|             | |
|             | Avemetatarsalia (dinosaures, pterosaures, ocells i parents)                                                                      |
|             | |

|  | Crurotarsi (crocodils i parents)                            |
|  |                                                             |
|  | Avemetatarsalia (dinosaures, pterosaures, ocells i parents) |
|  |                                                             |

|             | Yonghesuchus |
|             | |
| Archosauria | \| \| Crurotarsi (crocodils i parents) \| \| \| \| \| \| Avemetatarsalia (dinosaures, pterosaures, ocells i parents) \| \| \| \| |
|             | \| \| Crurotarsi (crocodils i parents) \| \| \| \| \| \| Avemetatarsalia (dinosaures, pterosaures, ocells i parents) \| \| \| \| |
|             | Crurotarsi (crocodils i parents)                                                                                                 |
|             | |
|             | Avemetatarsalia (dinosaures, pterosaures, ocells i parents)                                                                      |
|             | |

|  | Crurotarsi (crocodils i parents)                            |
|  |                                                             |
|  | Avemetatarsalia (dinosaures, pterosaures, ocells i parents) |
|  |                                                             |

|             | Yonghesuchus |
|             | |
| Archosauria | \| \| Crurotarsi (crocodils i parents) \| \| \| \| \| \| Avemetatarsalia (dinosaures, pterosaures, ocells i parents) \| \| \| \| |
|             | \| \| Crurotarsi (crocodils i parents) \| \| \| \| \| \| Avemetatarsalia (dinosaures, pterosaures, ocells i parents) \| \| \| \| |
|             | Crurotarsi (crocodils i parents)                                                                                                 |
|             | |
|             | Avemetatarsalia (dinosaures, pterosaures, ocells i parents)                                                                      |
|             | |

|  | Crurotarsi (crocodils i parents)                            |
|  |                                                             |
|  | Avemetatarsalia (dinosaures, pterosaures, ocells i parents) |
|  |                                                             |

|             | Yonghesuchus |
|             | |
| Archosauria | \| \| Crurotarsi (crocodils i parents) \| \| \| \| \| \| Avemetatarsalia (dinosaures, pterosaures, ocells i parents) \| \| \| \| |
|             | \| \| Crurotarsi (crocodils i parents) \| \| \| \| \| \| Avemetatarsalia (dinosaures, pterosaures, ocells i parents) \| \| \| \| |
|             | Crurotarsi (crocodils i parents)                                                                                                 |
|             | |
|             | Avemetatarsalia (dinosaures, pterosaures, ocells i parents)                                                                      |
|             | |

|  | Crurotarsi (crocodils i parents)                            |
|  |                                                             |
|  | Avemetatarsalia (dinosaures, pterosaures, ocells i parents) |
|  |                                                             |

|             | Yonghesuchus |
|             | |
| Archosauria | \| \| Crurotarsi (crocodils i parents) \| \| \| \| \| \| Avemetatarsalia (dinosaures, pterosaures, ocells i parents) \| \| \| \| |
|             | \| \| Crurotarsi (crocodils i parents) \| \| \| \| \| \| Avemetatarsalia (dinosaures, pterosaures, ocells i parents) \| \| \| \| |
|             | Crurotarsi (crocodils i parents)                                                                                                 |
|             | |
|             | Avemetatarsalia (dinosaures, pterosaures, ocells i parents)                                                                      |
|             | |

|  | Crurotarsi (crocodils i parents)                            |
|  |                                                             |
|  | Avemetatarsalia (dinosaures, pterosaures, ocells i parents) |
|  |                                                             |

|             | Yonghesuchus |
|             | |
| Archosauria | \| \| Crurotarsi (crocodils i parents) \| \| \| \| \| \| Avemetatarsalia (dinosaures, pterosaures, ocells i parents) \| \| \| \| |
|             | \| \| Crurotarsi (crocodils i parents) \| \| \| \| \| \| Avemetatarsalia (dinosaures, pterosaures, ocells i parents) \| \| \| \| |
|             | Crurotarsi (crocodils i parents)                                                                                                 |
|             | |
|             | Avemetatarsalia (dinosaures, pterosaures, ocells i parents)                                                                      |
|             | |

|  | Crurotarsi (crocodils i parents)                            |
|  |                                                             |
|  | Avemetatarsalia (dinosaures, pterosaures, ocells i parents) |
|  |                                                             |

|             | Yonghesuchus |
|             | |
| Archosauria | \| \| Crurotarsi (crocodils i parents) \| \| \| \| \| \| Avemetatarsalia (dinosaures, pterosaures, ocells i parents) \| \| \| \| |
|             | \| \| Crurotarsi (crocodils i parents) \| \| \| \| \| \| Avemetatarsalia (dinosaures, pterosaures, ocells i parents) \| \| \| \| |
|             | Crurotarsi (crocodils i parents)                                                                                                 |
|             | |
|             | Avemetatarsalia (dinosaures, pterosaures, ocells i parents)                                                                      |
|             | |

|  | Crurotarsi (crocodils i parents)                            |
|  |                                                             |
|  | Avemetatarsalia (dinosaures, pterosaures, ocells i parents) |
|  |                                                             |

|             | Yonghesuchus |
|             | |
| Archosauria | \| \| Crurotarsi (crocodils i parents) \| \| \| \| \| \| Avemetatarsalia (dinosaures, pterosaures, ocells i parents) \| \| \| \| |
|             | \| \| Crurotarsi (crocodils i parents) \| \| \| \| \| \| Avemetatarsalia (dinosaures, pterosaures, ocells i parents) \| \| \| \| |
|             | Crurotarsi (crocodils i parents)                                                                                                 |
|             | |
|             | Avemetatarsalia (dinosaures, pterosaures, ocells i parents)                                                                      |
|             | |

|  | Crurotarsi (crocodils i parents)                            |
|  |                                                             |
|  | Avemetatarsalia (dinosaures, pterosaures, ocells i parents) |
|  |                                                             |

|             | Yonghesuchus |
|             | |
| Archosauria | \| \| Crurotarsi (crocodils i parents) \| \| \| \| \| \| Avemetatarsalia (dinosaures, pterosaures, ocells i parents) \| \| \| \| |
|             | \| \| Crurotarsi (crocodils i parents) \| \| \| \| \| \| Avemetatarsalia (dinosaures, pterosaures, ocells i parents) \| \| \| \| |
|             | Crurotarsi (crocodils i parents)                                                                                                 |
|             | |
|             | Avemetatarsalia (dinosaures, pterosaures, ocells i parents)                                                                      |
|             | |

|  | Crurotarsi (crocodils i parents)                            |
|  |                                                             |
|  | Avemetatarsalia (dinosaures, pterosaures, ocells i parents) |
|  |                                                             |

|             | Yonghesuchus |
|             | |
| Archosauria | \| \| Crurotarsi (crocodils i parents) \| \| \| \| \| \| Avemetatarsalia (dinosaures, pterosaures, ocells i parents) \| \| \| \| |
|             | \| \| Crurotarsi (crocodils i parents) \| \| \| \| \| \| Avemetatarsalia (dinosaures, pterosaures, ocells i parents) \| \| \| \| |
|             | Crurotarsi (crocodils i parents)                                                                                                 |
|             | |
|             | Avemetatarsalia (dinosaures, pterosaures, ocells i parents)                                                                      |
|             | |

|  | Crurotarsi (crocodils i parents)                            |
|  |                                                             |
|  | Avemetatarsalia (dinosaures, pterosaures, ocells i parents) |
|  |                                                             |

|             | Yonghesuchus |
|             | |
| Archosauria | \| \| Crurotarsi (crocodils i parents) \| \| \| \| \| \| Avemetatarsalia (dinosaures, pterosaures, ocells i parents) \| \| \| \| |
|             | \| \| Crurotarsi (crocodils i parents) \| \| \| \| \| \| Avemetatarsalia (dinosaures, pterosaures, ocells i parents) \| \| \| \| |
|             | Crurotarsi (crocodils i parents)                                                                                                 |
|             | |
|             | Avemetatarsalia (dinosaures, pterosaures, ocells i parents)                                                                      |
|             | |

|  | Crurotarsi (crocodils i parents)                            |
|  |                                                             |
|  | Avemetatarsalia (dinosaures, pterosaures, ocells i parents) |
|  |                                                             |

|             | Yonghesuchus |
|             | |
| Archosauria | \| \| Crurotarsi (crocodils i parents) \| \| \| \| \| \| Avemetatarsalia (dinosaures, pterosaures, ocells i parents) \| \| \| \| |
|             | \| \| Crurotarsi (crocodils i parents) \| \| \| \| \| \| Avemetatarsalia (dinosaures, pterosaures, ocells i parents) \| \| \| \| |
|             | Crurotarsi (crocodils i parents)                                                                                                 |
|             | |
|             | Avemetatarsalia (dinosaures, pterosaures, ocells i parents)                                                                      |
|             | |

|  | Crurotarsi (crocodils i parents)                            |
|  |                                                             |
|  | Avemetatarsalia (dinosaures, pterosaures, ocells i parents) |
|  |                                                             |

|             | Yonghesuchus |
|             | |
| Archosauria | \| \| Crurotarsi (crocodils i parents) \| \| \| \| \| \| Avemetatarsalia (dinosaures, pterosaures, ocells i parents) \| \| \| \| |
|             | \| \| Crurotarsi (crocodils i parents) \| \| \| \| \| \| Avemetatarsalia (dinosaures, pterosaures, ocells i parents) \| \| \| \| |
|             | Crurotarsi (crocodils i parents)                                                                                                 |
|             | |
|             | Avemetatarsalia (dinosaures, pterosaures, ocells i parents)                                                                      |
|             | |

|  | Crurotarsi (crocodils i parents)                            |
|  |                                                             |
|  | Avemetatarsalia (dinosaures, pterosaures, ocells i parents) |
|  |                                                             |

|             | Yonghesuchus |
|             | |
| Archosauria | \| \| Crurotarsi (crocodils i parents) \| \| \| \| \| \| Avemetatarsalia (dinosaures, pterosaures, ocells i parents) \| \| \| \| |
|             | \| \| Crurotarsi (crocodils i parents) \| \| \| \| \| \| Avemetatarsalia (dinosaures, pterosaures, ocells i parents) \| \| \| \| |
|             | Crurotarsi (crocodils i parents)                                                                                                 |
|             | |
|             | Avemetatarsalia (dinosaures, pterosaures, ocells i parents)                                                                      |
|             | |

|  | Crurotarsi (crocodils i parents)                            |
|  |                                                             |
|  | Avemetatarsalia (dinosaures, pterosaures, ocells i parents) |
|  |                                                             |

|             | Yonghesuchus |
|             | |
| Archosauria | \| \| Crurotarsi (crocodils i parents) \| \| \| \| \| \| Avemetatarsalia (dinosaures, pterosaures, ocells i parents) \| \| \| \| |
|             | \| \| Crurotarsi (crocodils i parents) \| \| \| \| \| \| Avemetatarsalia (dinosaures, pterosaures, ocells i parents) \| \| \| \| |
|             | Crurotarsi (crocodils i parents)                                                                                                 |
|             | |
|             | Avemetatarsalia (dinosaures, pterosaures, ocells i parents)                                                                      |
|             | |

|  | Crurotarsi (crocodils i parents)                            |
|  |                                                             |
|  | Avemetatarsalia (dinosaures, pterosaures, ocells i parents) |
|  |                                                             |

|             | Yonghesuchus |
|             | |
| Archosauria | \| \| Crurotarsi (crocodils i parents) \| \| \| \| \| \| Avemetatarsalia (dinosaures, pterosaures, ocells i parents) \| \| \| \| |
|             | \| \| Crurotarsi (crocodils i parents) \| \| \| \| \| \| Avemetatarsalia (dinosaures, pterosaures, ocells i parents) \| \| \| \| |
|             | Crurotarsi (crocodils i parents)                                                                                                 |
|             | |
|             | Avemetatarsalia (dinosaures, pterosaures, ocells i parents)                                                                      |
|             | |

|  | Crurotarsi (crocodils i parents)                            |
|  |                                                             |
|  | Avemetatarsalia (dinosaures, pterosaures, ocells i parents) |
|  |                                                             |

|             | Yonghesuchus |
|             | |
| Archosauria | \| \| Crurotarsi (crocodils i parents) \| \| \| \| \| \| Avemetatarsalia (dinosaures, pterosaures, ocells i parents) \| \| \| \| |
|             | \| \| Crurotarsi (crocodils i parents) \| \| \| \| \| \| Avemetatarsalia (dinosaures, pterosaures, ocells i parents) \| \| \| \| |
|             | Crurotarsi (crocodils i parents)                                                                                                 |
|             | |
|             | Avemetatarsalia (dinosaures, pterosaures, ocells i parents)                                                                      |
|             | |

|  | Crurotarsi (crocodils i parents)                            |
|  |                                                             |
|  | Avemetatarsalia (dinosaures, pterosaures, ocells i parents) |
|  |                                                             |

|             | Yonghesuchus |
|             | |
| Archosauria | \| \| Crurotarsi (crocodils i parents) \| \| \| \| \| \| Avemetatarsalia (dinosaures, pterosaures, ocells i parents) \| \| \| \| |
|             | \| \| Crurotarsi (crocodils i parents) \| \| \| \| \| \| Avemetatarsalia (dinosaures, pterosaures, ocells i parents) \| \| \| \| |
|             | Crurotarsi (crocodils i parents)                                                                                                 |
|             | |
|             | Avemetatarsalia (dinosaures, pterosaures, ocells i parents)                                                                      |
|             | |

|  | Crurotarsi (crocodils i parents)                            |
|  |                                                             |
|  | Avemetatarsalia (dinosaures, pterosaures, ocells i parents) |
|  |                                                             |

|             | Yonghesuchus |
|             | |
| Archosauria | \| \| Crurotarsi (crocodils i parents) \| \| \| \| \| \| Avemetatarsalia (dinosaures, pterosaures, ocells i parents) \| \| \| \| |
|             | \| \| Crurotarsi (crocodils i parents) \| \| \| \| \| \| Avemetatarsalia (dinosaures, pterosaures, ocells i parents) \| \| \| \| |
|             | Crurotarsi (crocodils i parents)                                                                                                 |
|             | |
|             | Avemetatarsalia (dinosaures, pterosaures, ocells i parents)                                                                      |
|             | |

|  | Crurotarsi (crocodils i parents)                            |
|  |                                                             |
|  | Avemetatarsalia (dinosaures, pterosaures, ocells i parents) |
|  |                                                             |

|             | Yonghesuchus |
|             | |
| Archosauria | \| \| Crurotarsi (crocodils i parents) \| \| \| \| \| \| Avemetatarsalia (dinosaures, pterosaures, ocells i parents) \| \| \| \| |
|             | \| \| Crurotarsi (crocodils i parents) \| \| \| \| \| \| Avemetatarsalia (dinosaures, pterosaures, ocells i parents) \| \| \| \| |
|             | Crurotarsi (crocodils i parents)                                                                                                 |
|             | |
|             | Avemetatarsalia (dinosaures, pterosaures, ocells i parents)                                                                      |
|             | |

|  | Crurotarsi (crocodils i parents)                            |
|  |                                                             |
|  | Avemetatarsalia (dinosaures, pterosaures, ocells i parents) |
|  |                                                             |

|             | Yonghesuchus |
|             | |
| Archosauria | \| \| Crurotarsi (crocodils i parents) \| \| \| \| \| \| Avemetatarsalia (dinosaures, pterosaures, ocells i parents) \| \| \| \| |
|             | \| \| Crurotarsi (crocodils i parents) \| \| \| \| \| \| Avemetatarsalia (dinosaures, pterosaures, ocells i parents) \| \| \| \| |
|             | Crurotarsi (crocodils i parents)                                                                                                 |
|             | |
|             | Avemetatarsalia (dinosaures, pterosaures, ocells i parents)                                                                      |
|             | |

|  | Crurotarsi (crocodils i parents)                            |
|  |                                                             |
|  | Avemetatarsalia (dinosaures, pterosaures, ocells i parents) |
|  |                                                             |

|             | Yonghesuchus |
|             | |
| Archosauria | \| \| Crurotarsi (crocodils i parents) \| \| \| \| \| \| Avemetatarsalia (dinosaures, pterosaures, ocells i parents) \| \| \| \| |
|             | \| \| Crurotarsi (crocodils i parents) \| \| \| \| \| \| Avemetatarsalia (dinosaures, pterosaures, ocells i parents) \| \| \| \| |
|             | Crurotarsi (crocodils i parents)                                                                                                 |
|             | |
|             | Avemetatarsalia (dinosaures, pterosaures, ocells i parents)                                                                      |
|             | |

|  | Crurotarsi (crocodils i parents)                            |
|  |                                                             |
|  | Avemetatarsalia (dinosaures, pterosaures, ocells i parents) |
|  |                                                             |

|             | Yonghesuchus |
|             | |
| Archosauria | \| \| Crurotarsi (crocodils i parents) \| \| \| \| \| \| Avemetatarsalia (dinosaures, pterosaures, ocells i parents) \| \| \| \| |
|             | \| \| Crurotarsi (crocodils i parents) \| \| \| \| \| \| Avemetatarsalia (dinosaures, pterosaures, ocells i parents) \| \| \| \| |
|             | Crurotarsi (crocodils i parents)                                                                                                 |
|             | |
|             | Avemetatarsalia (dinosaures, pterosaures, ocells i parents)                                                                      |
|             | |

|  | Crurotarsi (crocodils i parents)                            |
|  |                                                             |
|  | Avemetatarsalia (dinosaures, pterosaures, ocells i parents) |
|  |                                                             |

|             | Yonghesuchus |
|             | |
| Archosauria | \| \| Crurotarsi (crocodils i parents) \| \| \| \| \| \| Avemetatarsalia (dinosaures, pterosaures, ocells i parents) \| \| \| \| |
|             | \| \| Crurotarsi (crocodils i parents) \| \| \| \| \| \| Avemetatarsalia (dinosaures, pterosaures, ocells i parents) \| \| \| \| |
|             | Crurotarsi (crocodils i parents)                                                                                                 |
|             | |
|             | Avemetatarsalia (dinosaures, pterosaures, ocells i parents)                                                                      |
|             | |

|  | Crurotarsi (crocodils i parents)                            |
|  |                                                             |
|  | Avemetatarsalia (dinosaures, pterosaures, ocells i parents) |
|  |                                                             |

|             | Yonghesuchus |
|             | |
| Archosauria | \| \| Crurotarsi (crocodils i parents) \| \| \| \| \| \| Avemetatarsalia (dinosaures, pterosaures, ocells i parents) \| \| \| \| |
|             | \| \| Crurotarsi (crocodils i parents) \| \| \| \| \| \| Avemetatarsalia (dinosaures, pterosaures, ocells i parents) \| \| \| \| |
|             | Crurotarsi (crocodils i parents)                                                                                                 |
|             | |
|             | Avemetatarsalia (dinosaures, pterosaures, ocells i parents)                                                                      |
|             | |

|  | Crurotarsi (crocodils i parents)                            |
|  |                                                             |
|  | Avemetatarsalia (dinosaures, pterosaures, ocells i parents) |
|  |                                                             |

|             | Yonghesuchus |
|             | |
| Archosauria | \| \| Crurotarsi (crocodils i parents) \| \| \| \| \| \| Avemetatarsalia (dinosaures, pterosaures, ocells i parents) \| \| \| \| |
|             | \| \| Crurotarsi (crocodils i parents) \| \| \| \| \| \| Avemetatarsalia (dinosaures, pterosaures, ocells i parents) \| \| \| \| |
|             | Crurotarsi (crocodils i parents)                                                                                                 |
|             | |
|             | Avemetatarsalia (dinosaures, pterosaures, ocells i parents)                                                                      |
|             | |

|  | Crurotarsi (crocodils i parents)                            |
|  |                                                             |
|  | Avemetatarsalia (dinosaures, pterosaures, ocells i parents) |
|  |                                                             |

|             | Yonghesuchus |
|             | |
| Archosauria | \| \| Crurotarsi (crocodils i parents) \| \| \| \| \| \| Avemetatarsalia (dinosaures, pterosaures, ocells i parents) \| \| \| \| |
|             | \| \| Crurotarsi (crocodils i parents) \| \| \| \| \| \| Avemetatarsalia (dinosaures, pterosaures, ocells i parents) \| \| \| \| |
|             | Crurotarsi (crocodils i parents)                                                                                                 |
|             | |
|             | Avemetatarsalia (dinosaures, pterosaures, ocells i parents)                                                                      |
|             | |

|  | Crurotarsi (crocodils i parents)                            |
|  |                                                             |
|  | Avemetatarsalia (dinosaures, pterosaures, ocells i parents) |
|  |                                                             |

|             | Yonghesuchus |
|             | |
| Archosauria | \| \| Crurotarsi (crocodils i parents) \| \| \| \| \| \| Avemetatarsalia (dinosaures, pterosaures, ocells i parents) \| \| \| \| |
|             | \| \| Crurotarsi (crocodils i parents) \| \| \| \| \| \| Avemetatarsalia (dinosaures, pterosaures, ocells i parents) \| \| \| \| |
|             | Crurotarsi (crocodils i parents)                                                                                                 |
|             | |
|             | Avemetatarsalia (dinosaures, pterosaures, ocells i parents)                                                                      |
|             | |

|  | Crurotarsi (crocodils i parents)                            |
|  |                                                             |
|  | Avemetatarsalia (dinosaures, pterosaures, ocells i parents) |
|  |                                                             |

|             | Yonghesuchus |
|             | |
| Archosauria | \| \| Crurotarsi (crocodils i parents) \| \| \| \| \| \| Avemetatarsalia (dinosaures, pterosaures, ocells i parents) \| \| \| \| |
|             | \| \| Crurotarsi (crocodils i parents) \| \| \| \| \| \| Avemetatarsalia (dinosaures, pterosaures, ocells i parents) \| \| \| \| |
|             | Crurotarsi (crocodils i parents)                                                                                                 |
|             | |
|             | Avemetatarsalia (dinosaures, pterosaures, ocells i parents)                                                                      |
|             | |

|  | Crurotarsi (crocodils i parents)                            |
|  |                                                             |
|  | Avemetatarsalia (dinosaures, pterosaures, ocells i parents) |
|  |                                                             |

|             | Yonghesuchus |
|             | |
| Archosauria | \| \| Crurotarsi (crocodils i parents) \| \| \| \| \| \| Avemetatarsalia (dinosaures, pterosaures, ocells i parents) \| \| \| \| |
|             | \| \| Crurotarsi (crocodils i parents) \| \| \| \| \| \| Avemetatarsalia (dinosaures, pterosaures, ocells i parents) \| \| \| \| |
|             | Crurotarsi (crocodils i parents)                                                                                                 |
|             | |
|             | Avemetatarsalia (dinosaures, pterosaures, ocells i parents)                                                                      |
|             | |

|  | Crurotarsi (crocodils i parents)                            |
|  |                                                             |
|  | Avemetatarsalia (dinosaures, pterosaures, ocells i parents) |
|  |                                                             |

|             | Yonghesuchus |
|             | |
| Archosauria | \| \| Crurotarsi (crocodils i parents) \| \| \| \| \| \| Avemetatarsalia (dinosaures, pterosaures, ocells i parents) \| \| \| \| |
|             | \| \| Crurotarsi (crocodils i parents) \| \| \| \| \| \| Avemetatarsalia (dinosaures, pterosaures, ocells i parents) \| \| \| \| |
|             | Crurotarsi (crocodils i parents)                                                                                                 |
|             | |
|             | Avemetatarsalia (dinosaures, pterosaures, ocells i parents)                                                                      |
|             | |

|  | Crurotarsi (crocodils i parents)                            |
|  |                                                             |
|  | Avemetatarsalia (dinosaures, pterosaures, ocells i parents) |
|  |                                                             |

|             | Yonghesuchus |
|             | |
| Archosauria | \| \| Crurotarsi (crocodils i parents) \| \| \| \| \| \| Avemetatarsalia (dinosaures, pterosaures, ocells i parents) \| \| \| \| |
|             | \| \| Crurotarsi (crocodils i parents) \| \| \| \| \| \| Avemetatarsalia (dinosaures, pterosaures, ocells i parents) \| \| \| \| |
|             | Crurotarsi (crocodils i parents)                                                                                                 |
|             | |
|             | Avemetatarsalia (dinosaures, pterosaures, ocells i parents)                                                                      |
|             | |

|  | Crurotarsi (crocodils i parents)                            |
|  |                                                             |
|  | Avemetatarsalia (dinosaures, pterosaures, ocells i parents) |
|  |                                                             |

|             | Yonghesuchus |
|             | |
| Archosauria | \| \| Crurotarsi (crocodils i parents) \| \| \| \| \| \| Avemetatarsalia (dinosaures, pterosaures, ocells i parents) \| \| \| \| |
|             | \| \| Crurotarsi (crocodils i parents) \| \| \| \| \| \| Avemetatarsalia (dinosaures, pterosaures, ocells i parents) \| \| \| \| |
|             | Crurotarsi (crocodils i parents)                                                                                                 |
|             | |
|             | Avemetatarsalia (dinosaures, pterosaures, ocells i parents)                                                                      |
|             | |

|  | Crurotarsi (crocodils i parents)                            |
|  |                                                             |
|  | Avemetatarsalia (dinosaures, pterosaures, ocells i parents) |
|  |                                                             |

|             | Yonghesuchus |
|             | |
| Archosauria | \| \| Crurotarsi (crocodils i parents) \| \| \| \| \| \| Avemetatarsalia (dinosaures, pterosaures, ocells i parents) \| \| \| \| |
|             | \| \| Crurotarsi (crocodils i parents) \| \| \| \| \| \| Avemetatarsalia (dinosaures, pterosaures, ocells i parents) \| \| \| \| |
|             | Crurotarsi (crocodils i parents)                                                                                                 |
|             | |
|             | Avemetatarsalia (dinosaures, pterosaures, ocells i parents)                                                                      |
|             | |

|  | Crurotarsi (crocodils i parents)                            |
|  |                                                             |
|  | Avemetatarsalia (dinosaures, pterosaures, ocells i parents) |
|  |                                                             |

|             | Yonghesuchus |
|             | |
| Archosauria | \| \| Crurotarsi (crocodils i parents) \| \| \| \| \| \| Avemetatarsalia (dinosaures, pterosaures, ocells i parents) \| \| \| \| |
|             | \| \| Crurotarsi (crocodils i parents) \| \| \| \| \| \| Avemetatarsalia (dinosaures, pterosaures, ocells i parents) \| \| \| \| |
|             | Crurotarsi (crocodils i parents)                                                                                                 |
|             | |
|             | Avemetatarsalia (dinosaures, pterosaures, ocells i parents)                                                                      |
|             | |

|  | Crurotarsi (crocodils i parents)                            |
|  |                                                             |
|  | Avemetatarsalia (dinosaures, pterosaures, ocells i parents) |
|  |                                                             |

|             | Yonghesuchus |
|             | |
| Archosauria | \| \| Crurotarsi (crocodils i parents) \| \| \| \| \| \| Avemetatarsalia (dinosaures, pterosaures, ocells i parents) \| \| \| \| |
|             | \| \| Crurotarsi (crocodils i parents) \| \| \| \| \| \| Avemetatarsalia (dinosaures, pterosaures, ocells i parents) \| \| \| \| |
|             | Crurotarsi (crocodils i parents)                                                                                                 |
|             | |
|             | Avemetatarsalia (dinosaures, pterosaures, ocells i parents)                                                                      |
|             | |

|  | Crurotarsi (crocodils i parents)                            |
|  |                                                             |
|  | Avemetatarsalia (dinosaures, pterosaures, ocells i parents) |
|  |                                                             |

|             | Yonghesuchus |
|             | |
| Archosauria | \| \| Crurotarsi (crocodils i parents) \| \| \| \| \| \| Avemetatarsalia (dinosaures, pterosaures, ocells i parents) \| \| \| \| |
|             | \| \| Crurotarsi (crocodils i parents) \| \| \| \| \| \| Avemetatarsalia (dinosaures, pterosaures, ocells i parents) \| \| \| \| |
|             | Crurotarsi (crocodils i parents)                                                                                                 |
|             | |
|             | Avemetatarsalia (dinosaures, pterosaures, ocells i parents)                                                                      |
|             | |

|  | Crurotarsi (crocodils i parents)                            |
|  |                                                             |
|  | Avemetatarsalia (dinosaures, pterosaures, ocells i parents) |
|  |                                                             |

|             | Yonghesuchus |
|             | |
| Archosauria | \| \| Crurotarsi (crocodils i parents) \| \| \| \| \| \| Avemetatarsalia (dinosaures, pterosaures, ocells i parents) \| \| \| \| |
|             | \| \| Crurotarsi (crocodils i parents) \| \| \| \| \| \| Avemetatarsalia (dinosaures, pterosaures, ocells i parents) \| \| \| \| |
|             | Crurotarsi (crocodils i parents)                                                                                                 |
|             | |
|             | Avemetatarsalia (dinosaures, pterosaures, ocells i parents)                                                                      |
|             | |

|  | Crurotarsi (crocodils i parents)                            |
|  |                                                             |
|  | Avemetatarsalia (dinosaures, pterosaures, ocells i parents) |
|  |                                                             |

|             | Yonghesuchus |
|             | |
| Archosauria | \| \| Crurotarsi (crocodils i parents) \| \| \| \| \| \| Avemetatarsalia (dinosaures, pterosaures, ocells i parents) \| \| \| \| |
|             | \| \| Crurotarsi (crocodils i parents) \| \| \| \| \| \| Avemetatarsalia (dinosaures, pterosaures, ocells i parents) \| \| \| \| |
|             | Crurotarsi (crocodils i parents)                                                                                                 |
|             | |
|             | Avemetatarsalia (dinosaures, pterosaures, ocells i parents)                                                                      |
|             | |

|  | Crurotarsi (crocodils i parents)                            |
|  |                                                             |
|  | Avemetatarsalia (dinosaures, pterosaures, ocells i parents) |
|  |                                                             |

|             | Yonghesuchus |
|             | |
| Archosauria | \| \| Crurotarsi (crocodils i parents) \| \| \| \| \| \| Avemetatarsalia (dinosaures, pterosaures, ocells i parents) \| \| \| \| |
|             | \| \| Crurotarsi (crocodils i parents) \| \| \| \| \| \| Avemetatarsalia (dinosaures, pterosaures, ocells i parents) \| \| \| \| |
|             | Crurotarsi (crocodils i parents)                                                                                                 |
|             | |
|             | Avemetatarsalia (dinosaures, pterosaures, ocells i parents)                                                                      |
|             | |

|  | Crurotarsi (crocodils i parents)                            |
|  |                                                             |
|  | Avemetatarsalia (dinosaures, pterosaures, ocells i parents) |
|  |                                                             |

|             | Yonghesuchus |
|             | |
| Archosauria | \| \| Crurotarsi (crocodils i parents) \| \| \| \| \| \| Avemetatarsalia (dinosaures, pterosaures, ocells i parents) \| \| \| \| |
|             | \| \| Crurotarsi (crocodils i parents) \| \| \| \| \| \| Avemetatarsalia (dinosaures, pterosaures, ocells i parents) \| \| \| \| |
|             | Crurotarsi (crocodils i parents)                                                                                                 |
|             | |
|             | Avemetatarsalia (dinosaures, pterosaures, ocells i parents)                                                                      |
|             | |

|  | Crurotarsi (crocodils i parents)                            |
|  |                                                             |
|  | Avemetatarsalia (dinosaures, pterosaures, ocells i parents) |
|  |                                                             |

|             | Yonghesuchus |
|             | |
| Archosauria | \| \| Crurotarsi (crocodils i parents) \| \| \| \| \| \| Avemetatarsalia (dinosaures, pterosaures, ocells i parents) \| \| \| \| |
|             | \| \| Crurotarsi (crocodils i parents) \| \| \| \| \| \| Avemetatarsalia (dinosaures, pterosaures, ocells i parents) \| \| \| \| |
|             | Crurotarsi (crocodils i parents)                                                                                                 |
|             | |
|             | Avemetatarsalia (dinosaures, pterosaures, ocells i parents)                                                                      |
|             | |

|  | Crurotarsi (crocodils i parents)                            |
|  |                                                             |
|  | Avemetatarsalia (dinosaures, pterosaures, ocells i parents) |
|  |                                                             |

|             | Yonghesuchus |
|             | |
| Archosauria | \| \| Crurotarsi (crocodils i parents) \| \| \| \| \| \| Avemetatarsalia (dinosaures, pterosaures, ocells i parents) \| \| \| \| |
|             | \| \| Crurotarsi (crocodils i parents) \| \| \| \| \| \| Avemetatarsalia (dinosaures, pterosaures, ocells i parents) \| \| \| \| |
|             | Crurotarsi (crocodils i parents)                                                                                                 |
|             | |
|             | Avemetatarsalia (dinosaures, pterosaures, ocells i parents)                                                                      |
|             | |

|  | Crurotarsi (crocodils i parents)                            |
|  |                                                             |
|  | Avemetatarsalia (dinosaures, pterosaures, ocells i parents) |
|  |                                                             |

|             | Yonghesuchus |
|             | |
| Archosauria | \| \| Crurotarsi (crocodils i parents) \| \| \| \| \| \| Avemetatarsalia (dinosaures, pterosaures, ocells i parents) \| \| \| \| |
|             | \| \| Crurotarsi (crocodils i parents) \| \| \| \| \| \| Avemetatarsalia (dinosaures, pterosaures, ocells i parents) \| \| \| \| |
|             | Crurotarsi (crocodils i parents)                                                                                                 |
|             | |
|             | Avemetatarsalia (dinosaures, pterosaures, ocells i parents)                                                                      |
|             | |

|  | Crurotarsi (crocodils i parents)                            |
|  |                                                             |
|  | Avemetatarsalia (dinosaures, pterosaures, ocells i parents) |
|  |                                                             |

|             | Yonghesuchus |
|             | |
| Archosauria | \| \| Crurotarsi (crocodils i parents) \| \| \| \| \| \| Avemetatarsalia (dinosaures, pterosaures, ocells i parents) \| \| \| \| |
|             | \| \| Crurotarsi (crocodils i parents) \| \| \| \| \| \| Avemetatarsalia (dinosaures, pterosaures, ocells i parents) \| \| \| \| |
|             | Crurotarsi (crocodils i parents)                                                                                                 |
|             | |
|             | Avemetatarsalia (dinosaures, pterosaures, ocells i parents)                                                                      |
|             | |

|  | Crurotarsi (crocodils i parents)                            |
|  |                                                             |
|  | Avemetatarsalia (dinosaures, pterosaures, ocells i parents) |
|  |                                                             |

|             | Yonghesuchus |
|             | |
| Archosauria | \| \| Crurotarsi (crocodils i parents) \| \| \| \| \| \| Avemetatarsalia (dinosaures, pterosaures, ocells i parents) \| \| \| \| |
|             | \| \| Crurotarsi (crocodils i parents) \| \| \| \| \| \| Avemetatarsalia (dinosaures, pterosaures, ocells i parents) \| \| \| \| |
|             | Crurotarsi (crocodils i parents)                                                                                                 |
|             | |
|             | Avemetatarsalia (dinosaures, pterosaures, ocells i parents)                                                                      |
|             | |

|  | Crurotarsi (crocodils i parents)                            |
|  |                                                             |
|  | Avemetatarsalia (dinosaures, pterosaures, ocells i parents) |
|  |                                                             |

|             | Yonghesuchus |
|             | |
| Archosauria | \| \| Crurotarsi (crocodils i parents) \| \| \| \| \| \| Avemetatarsalia (dinosaures, pterosaures, ocells i parents) \| \| \| \| |
|             | \| \| Crurotarsi (crocodils i parents) \| \| \| \| \| \| Avemetatarsalia (dinosaures, pterosaures, ocells i parents) \| \| \| \| |
|             | Crurotarsi (crocodils i parents)                                                                                                 |
|             | |
|             | Avemetatarsalia (dinosaures, pterosaures, ocells i parents)                                                                      |
|             | |

|  | Crurotarsi (crocodils i parents)                            |
|  |                                                             |
|  | Avemetatarsalia (dinosaures, pterosaures, ocells i parents) |
|  |                                                             |

|             | Yonghesuchus |
|             | |
| Archosauria | \| \| Crurotarsi (crocodils i parents) \| \| \| \| \| \| Avemetatarsalia (dinosaures, pterosaures, ocells i parents) \| \| \| \| |
|             | \| \| Crurotarsi (crocodils i parents) \| \| \| \| \| \| Avemetatarsalia (dinosaures, pterosaures, ocells i parents) \| \| \| \| |
|             | Crurotarsi (crocodils i parents)                                                                                                 |
|             | |
|             | Avemetatarsalia (dinosaures, pterosaures, ocells i parents)                                                                      |
|             | |

|  | Crurotarsi (crocodils i parents)                            |
|  |                                                             |
|  | Avemetatarsalia (dinosaures, pterosaures, ocells i parents) |
|  |                                                             |

|             | Yonghesuchus |
|             | |
| Archosauria | \| \| Crurotarsi (crocodils i parents) \| \| \| \| \| \| Avemetatarsalia (dinosaures, pterosaures, ocells i parents) \| \| \| \| |
|             | \| \| Crurotarsi (crocodils i parents) \| \| \| \| \| \| Avemetatarsalia (dinosaures, pterosaures, ocells i parents) \| \| \| \| |
|             | Crurotarsi (crocodils i parents)                                                                                                 |
|             | |
|             | Avemetatarsalia (dinosaures, pterosaures, ocells i parents)                                                                      |
|             | |

|  | Crurotarsi (crocodils i parents)                            |
|  |                                                             |
|  | Avemetatarsalia (dinosaures, pterosaures, ocells i parents) |
|  |                                                             |

|             | Yonghesuchus |
|             | |
| Archosauria | \| \| Crurotarsi (crocodils i parents) \| \| \| \| \| \| Avemetatarsalia (dinosaures, pterosaures, ocells i parents) \| \| \| \| |
|             | \| \| Crurotarsi (crocodils i parents) \| \| \| \| \| \| Avemetatarsalia (dinosaures, pterosaures, ocells i parents) \| \| \| \| |
|             | Crurotarsi (crocodils i parents)                                                                                                 |
|             | |
|             | Avemetatarsalia (dinosaures, pterosaures, ocells i parents)                                                                      |
|             | |

|  | Crurotarsi (crocodils i parents)                            |
|  |                                                             |
|  | Avemetatarsalia (dinosaures, pterosaures, ocells i parents) |
|  |                                                             |

|             | Yonghesuchus |
|             | |
| Archosauria | \| \| Crurotarsi (crocodils i parents) \| \| \| \| \| \| Avemetatarsalia (dinosaures, pterosaures, ocells i parents) \| \| \| \| |
|             | \| \| Crurotarsi (crocodils i parents) \| \| \| \| \| \| Avemetatarsalia (dinosaures, pterosaures, ocells i parents) \| \| \| \| |
|             | Crurotarsi (crocodils i parents)                                                                                                 |
|             | |
|             | Avemetatarsalia (dinosaures, pterosaures, ocells i parents)                                                                      |
|             | |

|  | Crurotarsi (crocodils i parents)                            |
|  |                                                             |
|  | Avemetatarsalia (dinosaures, pterosaures, ocells i parents) |
|  |                                                             |

|             | Yonghesuchus |
|             | |
| Archosauria | \| \| Crurotarsi (crocodils i parents) \| \| \| \| \| \| Avemetatarsalia (dinosaures, pterosaures, ocells i parents) \| \| \| \| |
|             | \| \| Crurotarsi (crocodils i parents) \| \| \| \| \| \| Avemetatarsalia (dinosaures, pterosaures, ocells i parents) \| \| \| \| |
|             | Crurotarsi (crocodils i parents)                                                                                                 |
|             | |
|             | Avemetatarsalia (dinosaures, pterosaures, ocells i parents)                                                                      |
|             | |

|  | Crurotarsi (crocodils i parents)                            |
|  |                                                             |
|  | Avemetatarsalia (dinosaures, pterosaures, ocells i parents) |
|  |                                                             |

|             | Yonghesuchus |
|             | |
| Archosauria | \| \| Crurotarsi (crocodils i parents) \| \| \| \| \| \| Avemetatarsalia (dinosaures, pterosaures, ocells i parents) \| \| \| \| |
|             | \| \| Crurotarsi (crocodils i parents) \| \| \| \| \| \| Avemetatarsalia (dinosaures, pterosaures, ocells i parents) \| \| \| \| |
|             | Crurotarsi (crocodils i parents)                                                                                                 |
|             | |
|             | Avemetatarsalia (dinosaures, pterosaures, ocells i parents)                                                                      |
|             | |

|  | Crurotarsi (crocodils i parents)                            |
|  |                                                             |
|  | Avemetatarsalia (dinosaures, pterosaures, ocells i parents) |
|  |                                                             |

|             | Yonghesuchus |
|             | |
| Archosauria | \| \| Crurotarsi (crocodils i parents) \| \| \| \| \| \| Avemetatarsalia (dinosaures, pterosaures, ocells i parents) \| \| \| \| |
|             | \| \| Crurotarsi (crocodils i parents) \| \| \| \| \| \| Avemetatarsalia (dinosaures, pterosaures, ocells i parents) \| \| \| \| |
|             | Crurotarsi (crocodils i parents)                                                                                                 |
|             | |
|             | Avemetatarsalia (dinosaures, pterosaures, ocells i parents)                                                                      |
|             | |

|  | Crurotarsi (crocodils i parents)                            |
|  |                                                             |
|  | Avemetatarsalia (dinosaures, pterosaures, ocells i parents) |
|  |                                                             |

|             | Yonghesuchus |
|             | |
| Archosauria | \| \| Crurotarsi (crocodils i parents) \| \| \| \| \| \| Avemetatarsalia (dinosaures, pterosaures, ocells i parents) \| \| \| \| |
|             | \| \| Crurotarsi (crocodils i parents) \| \| \| \| \| \| Avemetatarsalia (dinosaures, pterosaures, ocells i parents) \| \| \| \| |
|             | Crurotarsi (crocodils i parents)                                                                                                 |
|             | |
|             | Avemetatarsalia (dinosaures, pterosaures, ocells i parents)                                                                      |
|             | |

|  | Crurotarsi (crocodils i parents)                            |
|  |                                                             |
|  | Avemetatarsalia (dinosaures, pterosaures, ocells i parents) |
|  |                                                             |

|             | Yonghesuchus |
|             | |
| Archosauria | \| \| Crurotarsi (crocodils i parents) \| \| \| \| \| \| Avemetatarsalia (dinosaures, pterosaures, ocells i parents) \| \| \| \| |
|             | \| \| Crurotarsi (crocodils i parents) \| \| \| \| \| \| Avemetatarsalia (dinosaures, pterosaures, ocells i parents) \| \| \| \| |
|             | Crurotarsi (crocodils i parents)                                                                                                 |
|             | |
|             | Avemetatarsalia (dinosaures, pterosaures, ocells i parents)                                                                      |
|             | |

|  | Crurotarsi (crocodils i parents)                            |
|  |                                                             |
|  | Avemetatarsalia (dinosaures, pterosaures, ocells i parents) |
|  |                                                             |

|             | Yonghesuchus |
|             | |
| Archosauria | \| \| Crurotarsi (crocodils i parents) \| \| \| \| \| \| Avemetatarsalia (dinosaures, pterosaures, ocells i parents) \| \| \| \| |
|             | \| \| Crurotarsi (crocodils i parents) \| \| \| \| \| \| Avemetatarsalia (dinosaures, pterosaures, ocells i parents) \| \| \| \| |
|             | Crurotarsi (crocodils i parents)                                                                                                 |
|             | |
|             | Avemetatarsalia (dinosaures, pterosaures, ocells i parents)                                                                      |
|             | |

|  | Crurotarsi (crocodils i parents)                            |
|  |                                                             |
|  | Avemetatarsalia (dinosaures, pterosaures, ocells i parents) |
|  |                                                             |

|             | Yonghesuchus |
|             | |
| Archosauria | \| \| Crurotarsi (crocodils i parents) \| \| \| \| \| \| Avemetatarsalia (dinosaures, pterosaures, ocells i parents) \| \| \| \| |
|             | \| \| Crurotarsi (crocodils i parents) \| \| \| \| \| \| Avemetatarsalia (dinosaures, pterosaures, ocells i parents) \| \| \| \| |
|             | Crurotarsi (crocodils i parents)                                                                                                 |
|             | |
|             | Avemetatarsalia (dinosaures, pterosaures, ocells i parents)                                                                      |
|             | |

|  | Crurotarsi (crocodils i parents)                            |
|  |                                                             |
|  | Avemetatarsalia (dinosaures, pterosaures, ocells i parents) |
|  |                                                             |

|             | Yonghesuchus |
|             | |
| Archosauria | \| \| Crurotarsi (crocodils i parents) \| \| \| \| \| \| Avemetatarsalia (dinosaures, pterosaures, ocells i parents) \| \| \| \| |
|             | \| \| Crurotarsi (crocodils i parents) \| \| \| \| \| \| Avemetatarsalia (dinosaures, pterosaures, ocells i parents) \| \| \| \| |
|             | Crurotarsi (crocodils i parents)                                                                                                 |
|             | |
|             | Avemetatarsalia (dinosaures, pterosaures, ocells i parents)                                                                      |
|             | |

|  | Crurotarsi (crocodils i parents)                            |
|  |                                                             |
|  | Avemetatarsalia (dinosaures, pterosaures, ocells i parents) |
|  |                                                             |

|             | Yonghesuchus |
|             | |
| Archosauria | \| \| Crurotarsi (crocodils i parents) \| \| \| \| \| \| Avemetatarsalia (dinosaures, pterosaures, ocells i parents) \| \| \| \| |
|             | \| \| Crurotarsi (crocodils i parents) \| \| \| \| \| \| Avemetatarsalia (dinosaures, pterosaures, ocells i parents) \| \| \| \| |
|             | Crurotarsi (crocodils i parents)                                                                                                 |
|             | |
|             | Avemetatarsalia (dinosaures, pterosaures, ocells i parents)                                                                      |
|             | |

|  | Crurotarsi (crocodils i parents)                            |
|  |                                                             |
|  | Avemetatarsalia (dinosaures, pterosaures, ocells i parents) |
|  |                                                             |

|             | Yonghesuchus |
|             | |
| Archosauria | \| \| Crurotarsi (crocodils i parents) \| \| \| \| \| \| Avemetatarsalia (dinosaures, pterosaures, ocells i parents) \| \| \| \| |
|             | \| \| Crurotarsi (crocodils i parents) \| \| \| \| \| \| Avemetatarsalia (dinosaures, pterosaures, ocells i parents) \| \| \| \| |
|             | Crurotarsi (crocodils i parents)                                                                                                 |
|             | |
|             | Avemetatarsalia (dinosaures, pterosaures, ocells i parents)                                                                      |
|             | |

|  | Crurotarsi (crocodils i parents)                            |
|  |                                                             |
|  | Avemetatarsalia (dinosaures, pterosaures, ocells i parents) |
|  |                                                             |

|             | Yonghesuchus |
|             | |
| Archosauria | \| \| Crurotarsi (crocodils i parents) \| \| \| \| \| \| Avemetatarsalia (dinosaures, pterosaures, ocells i parents) \| \| \| \| |
|             | \| \| Crurotarsi (crocodils i parents) \| \| \| \| \| \| Avemetatarsalia (dinosaures, pterosaures, ocells i parents) \| \| \| \| |
|             | Crurotarsi (crocodils i parents)                                                                                                 |
|             | |
|             | Avemetatarsalia (dinosaures, pterosaures, ocells i parents)                                                                      |
|             | |

|  | Crurotarsi (crocodils i parents)                            |
|  |                                                             |
|  | Avemetatarsalia (dinosaures, pterosaures, ocells i parents) |
|  |                                                             |

|             | Yonghesuchus |
|             | |
| Archosauria | \| \| Crurotarsi (crocodils i parents) \| \| \| \| \| \| Avemetatarsalia (dinosaures, pterosaures, ocells i parents) \| \| \| \| |
|             | \| \| Crurotarsi (crocodils i parents) \| \| \| \| \| \| Avemetatarsalia (dinosaures, pterosaures, ocells i parents) \| \| \| \| |
|             | Crurotarsi (crocodils i parents)                                                                                                 |
|             | |
|             | Avemetatarsalia (dinosaures, pterosaures, ocells i parents)                                                                      |
|             | |

|  | Crurotarsi (crocodils i parents)                            |
|  |                                                             |
|  | Avemetatarsalia (dinosaures, pterosaures, ocells i parents) |
|  |                                                             |

|             | Yonghesuchus |
|             | |
| Archosauria | \| \| Crurotarsi (crocodils i parents) \| \| \| \| \| \| Avemetatarsalia (dinosaures, pterosaures, ocells i parents) \| \| \| \| |
|             | \| \| Crurotarsi (crocodils i parents) \| \| \| \| \| \| Avemetatarsalia (dinosaures, pterosaures, ocells i parents) \| \| \| \| |
|             | Crurotarsi (crocodils i parents)                                                                                                 |
|             | |
|             | Avemetatarsalia (dinosaures, pterosaures, ocells i parents)                                                                      |
|             | |

|  | Crurotarsi (crocodils i parents)                            |
|  |                                                             |
|  | Avemetatarsalia (dinosaures, pterosaures, ocells i parents) |
|  |                                                             |

|             | Yonghesuchus |
|             | |
| Archosauria | \| \| Crurotarsi (crocodils i parents) \| \| \| \| \| \| Avemetatarsalia (dinosaures, pterosaures, ocells i parents) \| \| \| \| |
|             | \| \| Crurotarsi (crocodils i parents) \| \| \| \| \| \| Avemetatarsalia (dinosaures, pterosaures, ocells i parents) \| \| \| \| |
|             | Crurotarsi (crocodils i parents)                                                                                                 |
|             | |
|             | Avemetatarsalia (dinosaures, pterosaures, ocells i parents)                                                                      |
|             | |

|  | Crurotarsi (crocodils i parents)                            |
|  |                                                             |
|  | Avemetatarsalia (dinosaures, pterosaures, ocells i parents) |
|  |                                                             |

|             | Yonghesuchus |
|             | |
| Archosauria | \| \| Crurotarsi (crocodils i parents) \| \| \| \| \| \| Avemetatarsalia (dinosaures, pterosaures, ocells i parents) \| \| \| \| |
|             | \| \| Crurotarsi (crocodils i parents) \| \| \| \| \| \| Avemetatarsalia (dinosaures, pterosaures, ocells i parents) \| \| \| \| |
|             | Crurotarsi (crocodils i parents)                                                                                                 |
|             | |
|             | Avemetatarsalia (dinosaures, pterosaures, ocells i parents)                                                                      |
|             | |

|  | Crurotarsi (crocodils i parents)                            |
|  |                                                             |
|  | Avemetatarsalia (dinosaures, pterosaures, ocells i parents) |
|  |                                                             |

|             | Yonghesuchus |
|             | |
| Archosauria | \| \| Crurotarsi (crocodils i parents) \| \| \| \| \| \| Avemetatarsalia (dinosaures, pterosaures, ocells i parents) \| \| \| \| |
|             | \| \| Crurotarsi (crocodils i parents) \| \| \| \| \| \| Avemetatarsalia (dinosaures, pterosaures, ocells i parents) \| \| \| \| |
|             | Crurotarsi (crocodils i parents)                                                                                                 |
|             | |
|             | Avemetatarsalia (dinosaures, pterosaures, ocells i parents)                                                                      |
|             | |

|  | Crurotarsi (crocodils i parents)                            |
|  |                                                             |
|  | Avemetatarsalia (dinosaures, pterosaures, ocells i parents) |
|  |                                                             |

|             | Yonghesuchus |
|             | |
| Archosauria | \| \| Crurotarsi (crocodils i parents) \| \| \| \| \| \| Avemetatarsalia (dinosaures, pterosaures, ocells i parents) \| \| \| \| |
|             | \| \| Crurotarsi (crocodils i parents) \| \| \| \| \| \| Avemetatarsalia (dinosaures, pterosaures, ocells i parents) \| \| \| \| |
|             | Crurotarsi (crocodils i parents)                                                                                                 |
|             | |
|             | Avemetatarsalia (dinosaures, pterosaures, ocells i parents)                                                                      |
|             | |

|  | Crurotarsi (crocodils i parents)                            |
|  |                                                             |
|  | Avemetatarsalia (dinosaures, pterosaures, ocells i parents) |
|  |                                                             |

|             | Yonghesuchus |
|             | |
| Archosauria | \| \| Crurotarsi (crocodils i parents) \| \| \| \| \| \| Avemetatarsalia (dinosaures, pterosaures, ocells i parents) \| \| \| \| |
|             | \| \| Crurotarsi (crocodils i parents) \| \| \| \| \| \| Avemetatarsalia (dinosaures, pterosaures, ocells i parents) \| \| \| \| |
|             | Crurotarsi (crocodils i parents)                                                                                                 |
|             | |
|             | Avemetatarsalia (dinosaures, pterosaures, ocells i parents)                                                                      |
|             | |

|  | Crurotarsi (crocodils i parents)                            |
|  |                                                             |
|  | Avemetatarsalia (dinosaures, pterosaures, ocells i parents) |
|  |                                                             |

|             | Yonghesuchus |
|             | |
| Archosauria | \| \| Crurotarsi (crocodils i parents) \| \| \| \| \| \| Avemetatarsalia (dinosaures, pterosaures, ocells i parents) \| \| \| \| |
|             | \| \| Crurotarsi (crocodils i parents) \| \| \| \| \| \| Avemetatarsalia (dinosaures, pterosaures, ocells i parents) \| \| \| \| |
|             | Crurotarsi (crocodils i parents)                                                                                                 |
|             | |
|             | Avemetatarsalia (dinosaures, pterosaures, ocells i parents)                                                                      |
|             | |

|  | Crurotarsi (crocodils i parents)                            |
|  |                                                             |
|  | Avemetatarsalia (dinosaures, pterosaures, ocells i parents) |
|  |                                                             |

|             | Yonghesuchus |
|             | |
| Archosauria | \| \| Crurotarsi (crocodils i parents) \| \| \| \| \| \| Avemetatarsalia (dinosaures, pterosaures, ocells i parents) \| \| \| \| |
|             | \| \| Crurotarsi (crocodils i parents) \| \| \| \| \| \| Avemetatarsalia (dinosaures, pterosaures, ocells i parents) \| \| \| \| |
|             | Crurotarsi (crocodils i parents)                                                                                                 |
|             | |
|             | Avemetatarsalia (dinosaures, pterosaures, ocells i parents)                                                                      |
|             | |

|  | Crurotarsi (crocodils i parents)                            |
|  |                                                             |
|  | Avemetatarsalia (dinosaures, pterosaures, ocells i parents) |
|  |                                                             |

|             | Yonghesuchus |
|             | |
| Archosauria | \| \| Crurotarsi (crocodils i parents) \| \| \| \| \| \| Avemetatarsalia (dinosaures, pterosaures, ocells i parents) \| \| \| \| |
|             | \| \| Crurotarsi (crocodils i parents) \| \| \| \| \| \| Avemetatarsalia (dinosaures, pterosaures, ocells i parents) \| \| \| \| |
|             | Crurotarsi (crocodils i parents)                                                                                                 |
|             | |
|             | Avemetatarsalia (dinosaures, pterosaures, ocells i parents)                                                                      |
|             | |

|  | Crurotarsi (crocodils i parents)                            |
|  |                                                             |
|  | Avemetatarsalia (dinosaures, pterosaures, ocells i parents) |
|  |                                                             |

|             | Yonghesuchus |
|             | |
| Archosauria | \| \| Crurotarsi (crocodils i parents) \| \| \| \| \| \| Avemetatarsalia (dinosaures, pterosaures, ocells i parents) \| \| \| \| |
|             | \| \| Crurotarsi (crocodils i parents) \| \| \| \| \| \| Avemetatarsalia (dinosaures, pterosaures, ocells i parents) \| \| \| \| |
|             | Crurotarsi (crocodils i parents)                                                                                                 |
|             | |
|             | Avemetatarsalia (dinosaures, pterosaures, ocells i parents)                                                                      |
|             | |

|  | Crurotarsi (crocodils i parents)                            |
|  |                                                             |
|  | Avemetatarsalia (dinosaures, pterosaures, ocells i parents) |
|  |                                                             |

|             | Yonghesuchus |
|             | |
| Archosauria | \| \| Crurotarsi (crocodils i parents) \| \| \| \| \| \| Avemetatarsalia (dinosaures, pterosaures, ocells i parents) \| \| \| \| |
|             | \| \| Crurotarsi (crocodils i parents) \| \| \| \| \| \| Avemetatarsalia (dinosaures, pterosaures, ocells i parents) \| \| \| \| |
|             | Crurotarsi (crocodils i parents)                                                                                                 |
|             | |
|             | Avemetatarsalia (dinosaures, pterosaures, ocells i parents)                                                                      |
|             | |

|  | Crurotarsi (crocodils i parents)                            |
|  |                                                             |
|  | Avemetatarsalia (dinosaures, pterosaures, ocells i parents) |
|  |                                                             |

|             | Yonghesuchus |
|             | |
| Archosauria | \| \| Crurotarsi (crocodils i parents) \| \| \| \| \| \| Avemetatarsalia (dinosaures, pterosaures, ocells i parents) \| \| \| \| |
|             | \| \| Crurotarsi (crocodils i parents) \| \| \| \| \| \| Avemetatarsalia (dinosaures, pterosaures, ocells i parents) \| \| \| \| |
|             | Crurotarsi (crocodils i parents)                                                                                                 |
|             | |
|             | Avemetatarsalia (dinosaures, pterosaures, ocells i parents)                                                                      |
|             | |

|  | Crurotarsi (crocodils i parents)                            |
|  |                                                             |
|  | Avemetatarsalia (dinosaures, pterosaures, ocells i parents) |
|  |                                                             |

|             | Yonghesuchus |
|             | |
| Archosauria | \| \| Crurotarsi (crocodils i parents) \| \| \| \| \| \| Avemetatarsalia (dinosaures, pterosaures, ocells i parents) \| \| \| \| |
|             | \| \| Crurotarsi (crocodils i parents) \| \| \| \| \| \| Avemetatarsalia (dinosaures, pterosaures, ocells i parents) \| \| \| \| |
|             | Crurotarsi (crocodils i parents)                                                                                                 |
|             | |
|             | Avemetatarsalia (dinosaures, pterosaures, ocells i parents)                                                                      |
|             | |

|  | Crurotarsi (crocodils i parents)                            |
|  |                                                             |
|  | Avemetatarsalia (dinosaures, pterosaures, ocells i parents) |
|  |                                                             |

|             | Yonghesuchus |
|             | |
| Archosauria | \| \| Crurotarsi (crocodils i parents) \| \| \| \| \| \| Avemetatarsalia (dinosaures, pterosaures, ocells i parents) \| \| \| \| |
|             | \| \| Crurotarsi (crocodils i parents) \| \| \| \| \| \| Avemetatarsalia (dinosaures, pterosaures, ocells i parents) \| \| \| \| |
|             | Crurotarsi (crocodils i parents)                                                                                                 |
|             | |
|             | Avemetatarsalia (dinosaures, pterosaures, ocells i parents)                                                                      |
|             | |

|  | Crurotarsi (crocodils i parents)                            |
|  |                                                             |
|  | Avemetatarsalia (dinosaures, pterosaures, ocells i parents) |
|  |                                                             |

|             | Yonghesuchus |
|             | |
| Archosauria | \| \| Crurotarsi (crocodils i parents) \| \| \| \| \| \| Avemetatarsalia (dinosaures, pterosaures, ocells i parents) \| \| \| \| |
|             | \| \| Crurotarsi (crocodils i parents) \| \| \| \| \| \| Avemetatarsalia (dinosaures, pterosaures, ocells i parents) \| \| \| \| |
|             | Crurotarsi (crocodils i parents)                                                                                                 |
|             | |
|             | Avemetatarsalia (dinosaures, pterosaures, ocells i parents)                                                                      |
|             | |

|  | Crurotarsi (crocodils i parents)                            |
|  |                                                             |
|  | Avemetatarsalia (dinosaures, pterosaures, ocells i parents) |
|  |                                                             |

|             | Yonghesuchus |
|             | |
| Archosauria | \| \| Crurotarsi (crocodils i parents) \| \| \| \| \| \| Avemetatarsalia (dinosaures, pterosaures, ocells i parents) \| \| \| \| |
|             | \| \| Crurotarsi (crocodils i parents) \| \| \| \| \| \| Avemetatarsalia (dinosaures, pterosaures, ocells i parents) \| \| \| \| |
|             | Crurotarsi (crocodils i parents)                                                                                                 |
|             | |
|             | Avemetatarsalia (dinosaures, pterosaures, ocells i parents)                                                                      |
|             | |

|  | Crurotarsi (crocodils i parents)                            |
|  |                                                             |
|  | Avemetatarsalia (dinosaures, pterosaures, ocells i parents) |
|  |                                                             |

|             | Yonghesuchus |
|             | |
| Archosauria | \| \| Crurotarsi (crocodils i parents) \| \| \| \| \| \| Avemetatarsalia (dinosaures, pterosaures, ocells i parents) \| \| \| \| |
|             | \| \| Crurotarsi (crocodils i parents) \| \| \| \| \| \| Avemetatarsalia (dinosaures, pterosaures, ocells i parents) \| \| \| \| |
|             | Crurotarsi (crocodils i parents)                                                                                                 |
|             | |
|             | Avemetatarsalia (dinosaures, pterosaures, ocells i parents)                                                                      |
|             | |

|  | Crurotarsi (crocodils i parents)                            |
|  |                                                             |
|  | Avemetatarsalia (dinosaures, pterosaures, ocells i parents) |
|  |                                                             |

|             | Yonghesuchus |
|             | |
| Archosauria | \| \| Crurotarsi (crocodils i parents) \| \| \| \| \| \| Avemetatarsalia (dinosaures, pterosaures, ocells i parents) \| \| \| \| |
|             | \| \| Crurotarsi (crocodils i parents) \| \| \| \| \| \| Avemetatarsalia (dinosaures, pterosaures, ocells i parents) \| \| \| \| |
|             | Crurotarsi (crocodils i parents)                                                                                                 |
|             | |
|             | Avemetatarsalia (dinosaures, pterosaures, ocells i parents)                                                                      |
|             | |

|  | Crurotarsi (crocodils i parents)                            |
|  |                                                             |
|  | Avemetatarsalia (dinosaures, pterosaures, ocells i parents) |
|  |                                                             |

|             | Yonghesuchus |
|             | |
| Archosauria | \| \| Crurotarsi (crocodils i parents) \| \| \| \| \| \| Avemetatarsalia (dinosaures, pterosaures, ocells i parents) \| \| \| \| |
|             | \| \| Crurotarsi (crocodils i parents) \| \| \| \| \| \| Avemetatarsalia (dinosaures, pterosaures, ocells i parents) \| \| \| \| |
|             | Crurotarsi (crocodils i parents)                                                                                                 |
|             | |
|             | Avemetatarsalia (dinosaures, pterosaures, ocells i parents)                                                                      |
|             | |

|  | Crurotarsi (crocodils i parents)                            |
|  |                                                             |
|  | Avemetatarsalia (dinosaures, pterosaures, ocells i parents) |
|  |                                                             |

|             | Yonghesuchus |
|             | |
| Archosauria | \| \| Crurotarsi (crocodils i parents) \| \| \| \| \| \| Avemetatarsalia (dinosaures, pterosaures, ocells i parents) \| \| \| \| |
|             | \| \| Crurotarsi (crocodils i parents) \| \| \| \| \| \| Avemetatarsalia (dinosaures, pterosaures, ocells i parents) \| \| \| \| |
|             | Crurotarsi (crocodils i parents)                                                                                                 |
|             | |
|             | Avemetatarsalia (dinosaures, pterosaures, ocells i parents)                                                                      |
|             | |

|  | Crurotarsi (crocodils i parents)                            |
|  |                                                             |
|  | Avemetatarsalia (dinosaures, pterosaures, ocells i parents) |
|  |                                                             |

|             | Yonghesuchus |
|             | |
| Archosauria | \| \| Crurotarsi (crocodils i parents) \| \| \| \| \| \| Avemetatarsalia (dinosaures, pterosaures, ocells i parents) \| \| \| \| |
|             | \| \| Crurotarsi (crocodils i parents) \| \| \| \| \| \| Avemetatarsalia (dinosaures, pterosaures, ocells i parents) \| \| \| \| |
|             | Crurotarsi (crocodils i parents)                                                                                                 |
|             | |
|             | Avemetatarsalia (dinosaures, pterosaures, ocells i parents)                                                                      |
|             | |

|  | Crurotarsi (crocodils i parents)                            |
|  |                                                             |
|  | Avemetatarsalia (dinosaures, pterosaures, ocells i parents) |
|  |                                                             |

|             | Yonghesuchus |
|             | |
| Archosauria | \| \| Crurotarsi (crocodils i parents) \| \| \| \| \| \| Avemetatarsalia (dinosaures, pterosaures, ocells i parents) \| \| \| \| |
|             | \| \| Crurotarsi (crocodils i parents) \| \| \| \| \| \| Avemetatarsalia (dinosaures, pterosaures, ocells i parents) \| \| \| \| |
|             | Crurotarsi (crocodils i parents)                                                                                                 |
|             | |
|             | Avemetatarsalia (dinosaures, pterosaures, ocells i parents)                                                                      |
|             | |

|  | Crurotarsi (crocodils i parents)                            |
|  |                                                             |
|  | Avemetatarsalia (dinosaures, pterosaures, ocells i parents) |
|  |                                                             |

|             | Yonghesuchus |
|             | |
| Archosauria | \| \| Crurotarsi (crocodils i parents) \| \| \| \| \| \| Avemetatarsalia (dinosaures, pterosaures, ocells i parents) \| \| \| \| |
|             | \| \| Crurotarsi (crocodils i parents) \| \| \| \| \| \| Avemetatarsalia (dinosaures, pterosaures, ocells i parents) \| \| \| \| |
|             | Crurotarsi (crocodils i parents)                                                                                                 |
|             | |
|             | Avemetatarsalia (dinosaures, pterosaures, ocells i parents)                                                                      |
|             | |

|  | Crurotarsi (crocodils i parents)                            |
|  |                                                             |
|  | Avemetatarsalia (dinosaures, pterosaures, ocells i parents) |
|  |                                                             |

|             | Yonghesuchus |
|             | |
| Archosauria | \| \| Crurotarsi (crocodils i parents) \| \| \| \| \| \| Avemetatarsalia (dinosaures, pterosaures, ocells i parents) \| \| \| \| |
|             | \| \| Crurotarsi (crocodils i parents) \| \| \| \| \| \| Avemetatarsalia (dinosaures, pterosaures, ocells i parents) \| \| \| \| |
|             | Crurotarsi (crocodils i parents)                                                                                                 |
|             | |
|             | Avemetatarsalia (dinosaures, pterosaures, ocells i parents)                                                                      |
|             | |

|  | Crurotarsi (crocodils i parents)                            |
|  |                                                             |
|  | Avemetatarsalia (dinosaures, pterosaures, ocells i parents) |
|  |                                                             |

|             | Yonghesuchus |
|             | |
| Archosauria | \| \| Crurotarsi (crocodils i parents) \| \| \| \| \| \| Avemetatarsalia (dinosaures, pterosaures, ocells i parents) \| \| \| \| |
|             | \| \| Crurotarsi (crocodils i parents) \| \| \| \| \| \| Avemetatarsalia (dinosaures, pterosaures, ocells i parents) \| \| \| \| |
|             | Crurotarsi (crocodils i parents)                                                                                                 |
|             | |
|             | Avemetatarsalia (dinosaures, pterosaures, ocells i parents)                                                                      |
|             | |

|  | Crurotarsi (crocodils i parents)                            |
|  |                                                             |
|  | Avemetatarsalia (dinosaures, pterosaures, ocells i parents) |
|  |                                                             |

|             | Yonghesuchus |
|             | |
| Archosauria | \| \| Crurotarsi (crocodils i parents) \| \| \| \| \| \| Avemetatarsalia (dinosaures, pterosaures, ocells i parents) \| \| \| \| |
|             | \| \| Crurotarsi (crocodils i parents) \| \| \| \| \| \| Avemetatarsalia (dinosaures, pterosaures, ocells i parents) \| \| \| \| |
|             | Crurotarsi (crocodils i parents)                                                                                                 |
|             | |
|             | Avemetatarsalia (dinosaures, pterosaures, ocells i parents)                                                                      |
|             | |

|  | Crurotarsi (crocodils i parents)                            |
|  |                                                             |
|  | Avemetatarsalia (dinosaures, pterosaures, ocells i parents) |
|  |                                                             |

|             | Yonghesuchus |
|             | |
| Archosauria | \| \| Crurotarsi (crocodils i parents) \| \| \| \| \| \| Avemetatarsalia (dinosaures, pterosaures, ocells i parents) \| \| \| \| |
|             | \| \| Crurotarsi (crocodils i parents) \| \| \| \| \| \| Avemetatarsalia (dinosaures, pterosaures, ocells i parents) \| \| \| \| |
|             | Crurotarsi (crocodils i parents)                                                                                                 |
|             | |
|             | Avemetatarsalia (dinosaures, pterosaures, ocells i parents)                                                                      |
|             | |

|  | Crurotarsi (crocodils i parents)                            |
|  |                                                             |
|  | Avemetatarsalia (dinosaures, pterosaures, ocells i parents) |
|  |                                                             |

|             | Yonghesuchus |
|             | |
| Archosauria | \| \| Crurotarsi (crocodils i parents) \| \| \| \| \| \| Avemetatarsalia (dinosaures, pterosaures, ocells i parents) \| \| \| \| |
|             | \| \| Crurotarsi (crocodils i parents) \| \| \| \| \| \| Avemetatarsalia (dinosaures, pterosaures, ocells i parents) \| \| \| \| |
|             | Crurotarsi (crocodils i parents)                                                                                                 |
|             | |
|             | Avemetatarsalia (dinosaures, pterosaures, ocells i parents)                                                                      |
|             | |

|  | Crurotarsi (crocodils i parents)                            |
|  |                                                             |
|  | Avemetatarsalia (dinosaures, pterosaures, ocells i parents) |
|  |                                                             |

|             | Yonghesuchus |
|             | |
| Archosauria | \| \| Crurotarsi (crocodils i parents) \| \| \| \| \| \| Avemetatarsalia (dinosaures, pterosaures, ocells i parents) \| \| \| \| |
|             | \| \| Crurotarsi (crocodils i parents) \| \| \| \| \| \| Avemetatarsalia (dinosaures, pterosaures, ocells i parents) \| \| \| \| |
|             | Crurotarsi (crocodils i parents)                                                                                                 |
|             | |
|             | Avemetatarsalia (dinosaures, pterosaures, ocells i parents)                                                                      |
|             | |

|  | Crurotarsi (crocodils i parents)                            |
|  |                                                             |
|  | Avemetatarsalia (dinosaures, pterosaures, ocells i parents) |
|  |                                                             |

|             | Yonghesuchus |
|             | |
| Archosauria | \| \| Crurotarsi (crocodils i parents) \| \| \| \| \| \| Avemetatarsalia (dinosaures, pterosaures, ocells i parents) \| \| \| \| |
|             | \| \| Crurotarsi (crocodils i parents) \| \| \| \| \| \| Avemetatarsalia (dinosaures, pterosaures, ocells i parents) \| \| \| \| |
|             | Crurotarsi (crocodils i parents)                                                                                                 |
|             | |
|             | Avemetatarsalia (dinosaures, pterosaures, ocells i parents)                                                                      |
|             | |

|  | Crurotarsi (crocodils i parents)                            |
|  |                                                             |
|  | Avemetatarsalia (dinosaures, pterosaures, ocells i parents) |
|  |                                                             |